# Liste der Kulturdenkmale in Berlin-Wilmersdorf

Lage von Wilmersdorf in Berlin

In der Liste der Kulturdenkmale von Wilmersdorf sind die Kulturdenkmale des Berliner Ortsteils Wilmersdorf im Bezirk Charlottenburg-Wilmersdorf aufgeführt.

## Denkmalbereiche (Ensembles)
| Nr.      | Lage | Offizielle Bezeichnung | Bestandteile / Beschreibung | Bild                                |
| -------- | --- | --- | --- | ----------------------------------- |
| 09011386 | Binger Straße 10–16, 18–23, 66–72, 75–77A Eberbacher Straße 17–21, 24, 26–31 Homburger Straße 45, 49–54 Johannisberger Straße 12–14, 17–22 Nauheimer Straße 41–41A, 46–46A Schlangenbader Straße 77–81, 84–92 Wiesbadener Straße 41–49 (Lage) | Wohnblöcke, Wohnanlage Binger Straße Gesamtanlage siehe: Binger Straße 75–77A Baudenkmal siehe: Binger Straße 10–15 | Weitere Bestandteile des Ensembles: | Weitere Bestandteile des Ensembles: |
| 09011386 | Binger Straße 10–16, 18–23, 66–72, 75–77A Eberbacher Straße 17–21, 24, 26–31 Homburger Straße 45, 49–54 Johannisberger Straße 12–14, 17–22 Nauheimer Straße 41–41A, 46–46A Schlangenbader Straße 77–81, 84–92 Wiesbadener Straße 41–49 (Lage) | Wohnblöcke, Wohnanlage Binger Straße Gesamtanlage siehe: Binger Straße 75–77A Baudenkmal siehe: Binger Straße 10–15 | 09011627 – Binger Straße 16 / Homburger Straße 49/53 / Schlangenbader Straße 84, Wohnblock, 1930 von Alfred Gerschel                                         |                                     |
| 09011386 | Binger Straße 10–16, 18–23, 66–72, 75–77A Eberbacher Straße 17–21, 24, 26–31 Homburger Straße 45, 49–54 Johannisberger Straße 12–14, 17–22 Nauheimer Straße 41–41A, 46–46A Schlangenbader Straße 77–81, 84–92 Wiesbadener Straße 41–49 (Lage) | Wohnblöcke, Wohnanlage Binger Straße Gesamtanlage siehe: Binger Straße 75–77A Baudenkmal siehe: Binger Straße 10–15 | 09011630 – Binger Straße 18–20 / Eberbacher Straße 24/30 / Schlangenbader Straße 80–81, Wohnblock, 1928 von Heinz Stoffregen                                 |                                     |
| 09011386 | Binger Straße 10–16, 18–23, 66–72, 75–77A Eberbacher Straße 17–21, 24, 26–31 Homburger Straße 45, 49–54 Johannisberger Straße 12–14, 17–22 Nauheimer Straße 41–41A, 46–46A Schlangenbader Straße 77–81, 84–92 Wiesbadener Straße 41–49 (Lage) | Wohnblöcke, Wohnanlage Binger Straße Gesamtanlage siehe: Binger Straße 75–77A Baudenkmal siehe: Binger Straße 10–15 | 09011628 – Binger Straße 21–23 / Eberbacher Straße 27/31 / Schlangenbader Straße 77–79 / Wiesbadener Straße 45–49, Wohnblock, 1926–1927 von Mebes & Emmerich |                                     |
| 09011386 | Binger Straße 10–16, 18–23, 66–72, 75–77A Eberbacher Straße 17–21, 24, 26–31 Homburger Straße 45, 49–54 Johannisberger Straße 12–14, 17–22 Nauheimer Straße 41–41A, 46–46A Schlangenbader Straße 77–81, 84–92 Wiesbadener Straße 41–49 (Lage) | Wohnblöcke, Wohnanlage Binger Straße Gesamtanlage siehe: Binger Straße 75–77A Baudenkmal siehe: Binger Straße 10–15 | 09011629 – Binger Straße 66–68 / Eberbacher Straße 17/21 / Johannisberger Straße 19–22 / Wiesbadener Straße 41–44, Wohnblock, 1928–1929 von Erich Bohne      |                                     |
| 09011386 | Binger Straße 10–16, 18–23, 66–72, 75–77A Eberbacher Straße 17–21, 24, 26–31 Homburger Straße 45, 49–54 Johannisberger Straße 12–14, 17–22 Nauheimer Straße 41–41A, 46–46A Schlangenbader Straße 77–81, 84–92 Wiesbadener Straße 41–49 (Lage) | Wohnblöcke, Wohnanlage Binger Straße Gesamtanlage siehe: Binger Straße 75–77A Baudenkmal siehe: Binger Straße 10–15 | 09011631 – Binger Straße 69–72 / Eberbacher Straße 18/20 / Homburger Straße 45 / Johannisberger Straße 17–18A, Wohnblock, 1929–1930 von Alfred Gerschel      |                                     |
| 09011387 | Johannisberger Straße 24–28, 41–42 (Lage) | Wohnhäuser | Bestandteile des Ensembles: | Bestandteile des Ensembles:         |
| 09011387 | Johannisberger Straße 24–28, 41–42 (Lage) | Wohnhäuser | 09011388 – Johannisberger Straße 24–24A, Studentenwohnheim, 1928 von Friedrich Mahlke                                                                        |                                     |
| 09011387 | Johannisberger Straße 24–28, 41–42 (Lage) | Wohnhäuser | 09011389 – Johannisberger Straße 25, Einfamilienhaus, 1926 vom Bautechnischen Büro der AEG                                                                   |                                     |
| 09011387 | Johannisberger Straße 24–28, 41–42 (Lage) | Wohnhäuser | 09011390 – Johannisberger Straße 26–26A, Einfamilienhaus, 1928 von Kurt Bornemann                                                                            |                                     |
| 09011387 | Johannisberger Straße 24–28, 41–42 (Lage) | Wohnhäuser | 09011391 – Johannisberger Straße 27–27A, Doppelwohnhaus, 1927–1928 von v. Weltzien-Aßmus                                                                     |                                     |
| 09011387 | Johannisberger Straße 24–28, 41–42 (Lage) | Wohnhäuser | 09011392 – Johannisberger Straße 28, Einfamilienhaus, 1926–1927 von Walter Bettenstaedt                                                                      |                                     |
| 09011387 | Johannisberger Straße 24–28, 41–42 (Lage) | Wohnhäuser | 09011393 – Johannisberger Straße 41–41A, Einfamilienhaus, 1929–1931 von Heinrich Wüstenhagen                                                                 |                                     |
| 09011387 | Johannisberger Straße 24–28, 41–42 (Lage) | Wohnhäuser | 09011394 – Johannisberger Straße 42, Einfamilienhaus, 1931 von Heinrich Wüstenhagen                                                                          |                                     |
| 09011622 | Kurfürstendamm 157–160 Albrecht-Achilles-Straße Eisenzahnstraße (Lage) | Mietshäuser | Bestandteile des Ensembles: | Bestandteile des Ensembles:         |
| 09011622 | Kurfürstendamm 157–160 Albrecht-Achilles-Straße Eisenzahnstraße (Lage) | Mietshäuser | 09011623 – Kurfürstendamm 157–158 / Albrecht-Achilles-Straße, Mietshaus, 1906–1907 von H.C. Ziechmann                                                        |                                     |
| 09011622 | Kurfürstendamm 157–160 Albrecht-Achilles-Straße Eisenzahnstraße (Lage) | Mietshäuser | 09011624 – Kurfürstendamm 159, Mietshaus, 1906–1907 von H.C. Ziechmann und Rudolph Krause                                                                    |                                     |
| 09011622 | Kurfürstendamm 157–160 Albrecht-Achilles-Straße Eisenzahnstraße (Lage) | Mietshäuser | 09011625 – Kurfürstendamm 160 / Eisenzahnstraße, Mietshaus, 1904–1905 von H.C. Ziechmann                                                                     |                                     |
| 09011547 | Meinekestraße 12–13 Lietzenburger Straße 61/63 (Lage) | Mietshäuser | Bestandteile des Ensembles: | Bestandteile des Ensembles:         |
| 09011547 | Meinekestraße 12–13 Lietzenburger Straße 61/63 (Lage) | Mietshäuser | 09011548 – Meinekestraße 12 / Lietzenburger Straße 63, Mietshaus, 1902–1903 von Max Welsch                                                                   |                                     |
| 09011547 | Meinekestraße 12–13 Lietzenburger Straße 61/63 (Lage) | Mietshäuser | 09011549 – Meinekestraße 12A–13, Mietshaus, 1902–1903 von Max Welsch                                                                                         |                                     |
| 09011506 | Rüdesheimer Platz 1–5, 7–11 Ahrweilerstraße 4–6, 29–32 Aßmannshauser Straße 10A–14 Eberbacher Straße 1–2, 4 Gerolsteiner Straße 3, 10–12A Homburger Straße 21, 25–26 Landauer Straße 2–12, 15–16 Laubacher Straße 41, 43–45 Rüdesheimer Platz 1–5, 7–11 Rüdesheimer Straße 2/8, 9/13 Spessartstraße 9–13, 15 Südwestkorso 18–20, 58–59 Wiesbadener Straße 16–17, 24, 31, 77 (Lage) | Gartenterrassenstadt Rheinisches Viertel, Mietshäuser und Gasleuchten im Straßenraum, Teilbereich I Baudenkmale siehe: Ahrweilerstraße 30, 31 Landauer Straße 11, 15, 16 Rüdesheimer Platz 1, 2, 7, 8, 11, Bedürfnisanstalt Rüdesheimer Straße 2 Spessartstraße 10A–C, 11–12 Wiesbadener Straße 16 Gartendenkmal siehe: Rüdesheimer Platz | Gasleuchten im Straßenraum |                                     |
| 09011506 | Rüdesheimer Platz 1–5, 7–11 Ahrweilerstraße 4–6, 29–32 Aßmannshauser Straße 10A–14 Eberbacher Straße 1–2, 4 Gerolsteiner Straße 3, 10–12A Homburger Straße 21, 25–26 Landauer Straße 2–12, 15–16 Laubacher Straße 41, 43–45 Rüdesheimer Platz 1–5, 7–11 Rüdesheimer Straße 2/8, 9/13 Spessartstraße 9–13, 15 Südwestkorso 18–20, 58–59 Wiesbadener Straße 16–17, 24, 31, 77 (Lage) | Gartenterrassenstadt Rheinisches Viertel, Mietshäuser und Gasleuchten im Straßenraum, Teilbereich I Baudenkmale siehe: Ahrweilerstraße 30, 31 Landauer Straße 11, 15, 16 Rüdesheimer Platz 1, 2, 7, 8, 11, Bedürfnisanstalt Rüdesheimer Straße 2 Spessartstraße 10A–C, 11–12 Wiesbadener Straße 16 Gartendenkmal siehe: Rüdesheimer Platz | Weitere Bestandteile des Ensembles: |                                     |
| 09011506 | Rüdesheimer Platz 1–5, 7–11 Ahrweilerstraße 4–6, 29–32 Aßmannshauser Straße 10A–14 Eberbacher Straße 1–2, 4 Gerolsteiner Straße 3, 10–12A Homburger Straße 21, 25–26 Landauer Straße 2–12, 15–16 Laubacher Straße 41, 43–45 Rüdesheimer Platz 1–5, 7–11 Rüdesheimer Straße 2/8, 9/13 Spessartstraße 9–13, 15 Südwestkorso 18–20, 58–59 Wiesbadener Straße 16–17, 24, 31, 77 (Lage) | Gartenterrassenstadt Rheinisches Viertel, Mietshäuser und Gasleuchten im Straßenraum, Teilbereich I Baudenkmale siehe: Ahrweilerstraße 30, 31 Landauer Straße 11, 15, 16 Rüdesheimer Platz 1, 2, 7, 8, 11, Bedürfnisanstalt Rüdesheimer Straße 2 Spessartstraße 10A–C, 11–12 Wiesbadener Straße 16 Gartendenkmal siehe: Rüdesheimer Platz | 09011566 – Ahrweilerstraße 4, Mietshaus, 1913–1914 von Paul Jatzow (Fassade)                                                                                 |                                     |
| 09011506 | Rüdesheimer Platz 1–5, 7–11 Ahrweilerstraße 4–6, 29–32 Aßmannshauser Straße 10A–14 Eberbacher Straße 1–2, 4 Gerolsteiner Straße 3, 10–12A Homburger Straße 21, 25–26 Landauer Straße 2–12, 15–16 Laubacher Straße 41, 43–45 Rüdesheimer Platz 1–5, 7–11 Rüdesheimer Straße 2/8, 9/13 Spessartstraße 9–13, 15 Südwestkorso 18–20, 58–59 Wiesbadener Straße 16–17, 24, 31, 77 (Lage) | Gartenterrassenstadt Rheinisches Viertel, Mietshäuser und Gasleuchten im Straßenraum, Teilbereich I Baudenkmale siehe: Ahrweilerstraße 30, 31 Landauer Straße 11, 15, 16 Rüdesheimer Platz 1, 2, 7, 8, 11, Bedürfnisanstalt Rüdesheimer Straße 2 Spessartstraße 10A–C, 11–12 Wiesbadener Straße 16 Gartendenkmal siehe: Rüdesheimer Platz | 09011567 – Ahrweilerstraße 5–6 / Wiesbadener Straße 24, Mietshaus, 1936–1937 von Otto Laternser                                                              |                                     |
| 09011506 | Rüdesheimer Platz 1–5, 7–11 Ahrweilerstraße 4–6, 29–32 Aßmannshauser Straße 10A–14 Eberbacher Straße 1–2, 4 Gerolsteiner Straße 3, 10–12A Homburger Straße 21, 25–26 Landauer Straße 2–12, 15–16 Laubacher Straße 41, 43–45 Rüdesheimer Platz 1–5, 7–11 Rüdesheimer Straße 2/8, 9/13 Spessartstraße 9–13, 15 Südwestkorso 18–20, 58–59 Wiesbadener Straße 16–17, 24, 31, 77 (Lage) | Gartenterrassenstadt Rheinisches Viertel, Mietshäuser und Gasleuchten im Straßenraum, Teilbereich I Baudenkmale siehe: Ahrweilerstraße 30, 31 Landauer Straße 11, 15, 16 Rüdesheimer Platz 1, 2, 7, 8, 11, Bedürfnisanstalt Rüdesheimer Straße 2 Spessartstraße 10A–C, 11–12 Wiesbadener Straße 16 Gartendenkmal siehe: Rüdesheimer Platz | 09011568 – Ahrweilerstraße 29, Mietshaus, 1912–1913 von Bernhard Wilhelm (Grundriss) und Paul Jatzow (Fassade)                                               |                                     |
| 09011506 | Rüdesheimer Platz 1–5, 7–11 Ahrweilerstraße 4–6, 29–32 Aßmannshauser Straße 10A–14 Eberbacher Straße 1–2, 4 Gerolsteiner Straße 3, 10–12A Homburger Straße 21, 25–26 Landauer Straße 2–12, 15–16 Laubacher Straße 41, 43–45 Rüdesheimer Platz 1–5, 7–11 Rüdesheimer Straße 2/8, 9/13 Spessartstraße 9–13, 15 Südwestkorso 18–20, 58–59 Wiesbadener Straße 16–17, 24, 31, 77 (Lage) | Gartenterrassenstadt Rheinisches Viertel, Mietshäuser und Gasleuchten im Straßenraum, Teilbereich I Baudenkmale siehe: Ahrweilerstraße 30, 31 Landauer Straße 11, 15, 16 Rüdesheimer Platz 1, 2, 7, 8, 11, Bedürfnisanstalt Rüdesheimer Straße 2 Spessartstraße 10A–C, 11–12 Wiesbadener Straße 16 Gartendenkmal siehe: Rüdesheimer Platz | 09011569 – Ahrweilerstraße 32, Mietshaus, 1912–1913 von Victor Wolf                                                                                          |                                     |
| 09011506 | Rüdesheimer Platz 1–5, 7–11 Ahrweilerstraße 4–6, 29–32 Aßmannshauser Straße 10A–14 Eberbacher Straße 1–2, 4 Gerolsteiner Straße 3, 10–12A Homburger Straße 21, 25–26 Landauer Straße 2–12, 15–16 Laubacher Straße 41, 43–45 Rüdesheimer Platz 1–5, 7–11 Rüdesheimer Straße 2/8, 9/13 Spessartstraße 9–13, 15 Südwestkorso 18–20, 58–59 Wiesbadener Straße 16–17, 24, 31, 77 (Lage) | Gartenterrassenstadt Rheinisches Viertel, Mietshäuser und Gasleuchten im Straßenraum, Teilbereich I Baudenkmale siehe: Ahrweilerstraße 30, 31 Landauer Straße 11, 15, 16 Rüdesheimer Platz 1, 2, 7, 8, 11, Bedürfnisanstalt Rüdesheimer Straße 2 Spessartstraße 10A–C, 11–12 Wiesbadener Straße 16 Gartendenkmal siehe: Rüdesheimer Platz | 09011570 – Aßmannshauser Straße 10A, Mietshaus, 1914 von Paul Jatzow                                                                                         |                                     |
| 09011506 | Rüdesheimer Platz 1–5, 7–11 Ahrweilerstraße 4–6, 29–32 Aßmannshauser Straße 10A–14 Eberbacher Straße 1–2, 4 Gerolsteiner Straße 3, 10–12A Homburger Straße 21, 25–26 Landauer Straße 2–12, 15–16 Laubacher Straße 41, 43–45 Rüdesheimer Platz 1–5, 7–11 Rüdesheimer Straße 2/8, 9/13 Spessartstraße 9–13, 15 Südwestkorso 18–20, 58–59 Wiesbadener Straße 16–17, 24, 31, 77 (Lage) | Gartenterrassenstadt Rheinisches Viertel, Mietshäuser und Gasleuchten im Straßenraum, Teilbereich I Baudenkmale siehe: Ahrweilerstraße 30, 31 Landauer Straße 11, 15, 16 Rüdesheimer Platz 1, 2, 7, 8, 11, Bedürfnisanstalt Rüdesheimer Straße 2 Spessartstraße 10A–C, 11–12 Wiesbadener Straße 16 Gartendenkmal siehe: Rüdesheimer Platz | 09011571 – Aßmannshauser Straße 11, Mietshaus, 1914 von Paul Jatzow                                                                                          |                                     |
| 09011506 | Rüdesheimer Platz 1–5, 7–11 Ahrweilerstraße 4–6, 29–32 Aßmannshauser Straße 10A–14 Eberbacher Straße 1–2, 4 Gerolsteiner Straße 3, 10–12A Homburger Straße 21, 25–26 Landauer Straße 2–12, 15–16 Laubacher Straße 41, 43–45 Rüdesheimer Platz 1–5, 7–11 Rüdesheimer Straße 2/8, 9/13 Spessartstraße 9–13, 15 Südwestkorso 18–20, 58–59 Wiesbadener Straße 16–17, 24, 31, 77 (Lage) | Gartenterrassenstadt Rheinisches Viertel, Mietshäuser und Gasleuchten im Straßenraum, Teilbereich I Baudenkmale siehe: Ahrweilerstraße 30, 31 Landauer Straße 11, 15, 16 Rüdesheimer Platz 1, 2, 7, 8, 11, Bedürfnisanstalt Rüdesheimer Straße 2 Spessartstraße 10A–C, 11–12 Wiesbadener Straße 16 Gartendenkmal siehe: Rüdesheimer Platz | 09011572 – Aßmannshauser Straße 11A, Mietshaus, 1914 von Paul Jatzow                                                                                         |                                     |
| 09011506 | Rüdesheimer Platz 1–5, 7–11 Ahrweilerstraße 4–6, 29–32 Aßmannshauser Straße 10A–14 Eberbacher Straße 1–2, 4 Gerolsteiner Straße 3, 10–12A Homburger Straße 21, 25–26 Landauer Straße 2–12, 15–16 Laubacher Straße 41, 43–45 Rüdesheimer Platz 1–5, 7–11 Rüdesheimer Straße 2/8, 9/13 Spessartstraße 9–13, 15 Südwestkorso 18–20, 58–59 Wiesbadener Straße 16–17, 24, 31, 77 (Lage) | Gartenterrassenstadt Rheinisches Viertel, Mietshäuser und Gasleuchten im Straßenraum, Teilbereich I Baudenkmale siehe: Ahrweilerstraße 30, 31 Landauer Straße 11, 15, 16 Rüdesheimer Platz 1, 2, 7, 8, 11, Bedürfnisanstalt Rüdesheimer Straße 2 Spessartstraße 10A–C, 11–12 Wiesbadener Straße 16 Gartendenkmal siehe: Rüdesheimer Platz | 09011573 – Aßmannshauser Straße 12, Mietshaus, 1914–1915 von Paul Jatzow                                                                                     |                                     |
| 09011506 | Rüdesheimer Platz 1–5, 7–11 Ahrweilerstraße 4–6, 29–32 Aßmannshauser Straße 10A–14 Eberbacher Straße 1–2, 4 Gerolsteiner Straße 3, 10–12A Homburger Straße 21, 25–26 Landauer Straße 2–12, 15–16 Laubacher Straße 41, 43–45 Rüdesheimer Platz 1–5, 7–11 Rüdesheimer Straße 2/8, 9/13 Spessartstraße 9–13, 15 Südwestkorso 18–20, 58–59 Wiesbadener Straße 16–17, 24, 31, 77 (Lage) | Gartenterrassenstadt Rheinisches Viertel, Mietshäuser und Gasleuchten im Straßenraum, Teilbereich I Baudenkmale siehe: Ahrweilerstraße 30, 31 Landauer Straße 11, 15, 16 Rüdesheimer Platz 1, 2, 7, 8, 11, Bedürfnisanstalt Rüdesheimer Straße 2 Spessartstraße 10A–C, 11–12 Wiesbadener Straße 16 Gartendenkmal siehe: Rüdesheimer Platz | 09011574 – Aßmannshauser Straße 13 / Homburger Straße 26, Mietshaus, 1914–1915 von Rudolf Krause (Grundriss) und Paul Jatzow (Fassade)                       |                                     |
| 09011506 | Rüdesheimer Platz 1–5, 7–11 Ahrweilerstraße 4–6, 29–32 Aßmannshauser Straße 10A–14 Eberbacher Straße 1–2, 4 Gerolsteiner Straße 3, 10–12A Homburger Straße 21, 25–26 Landauer Straße 2–12, 15–16 Laubacher Straße 41, 43–45 Rüdesheimer Platz 1–5, 7–11 Rüdesheimer Straße 2/8, 9/13 Spessartstraße 9–13, 15 Südwestkorso 18–20, 58–59 Wiesbadener Straße 16–17, 24, 31, 77 (Lage) | Gartenterrassenstadt Rheinisches Viertel, Mietshäuser und Gasleuchten im Straßenraum, Teilbereich I Baudenkmale siehe: Ahrweilerstraße 30, 31 Landauer Straße 11, 15, 16 Rüdesheimer Platz 1, 2, 7, 8, 11, Bedürfnisanstalt Rüdesheimer Straße 2 Spessartstraße 10A–C, 11–12 Wiesbadener Straße 16 Gartendenkmal siehe: Rüdesheimer Platz | 09011575 – Gerolsteiner Straße 3 / Eberbacher Straße 4, Mietshaus, 1914–1915 von Fritz Bremer                                                                |                                     |
| 09011506 | Rüdesheimer Platz 1–5, 7–11 Ahrweilerstraße 4–6, 29–32 Aßmannshauser Straße 10A–14 Eberbacher Straße 1–2, 4 Gerolsteiner Straße 3, 10–12A Homburger Straße 21, 25–26 Landauer Straße 2–12, 15–16 Laubacher Straße 41, 43–45 Rüdesheimer Platz 1–5, 7–11 Rüdesheimer Straße 2/8, 9/13 Spessartstraße 9–13, 15 Südwestkorso 18–20, 58–59 Wiesbadener Straße 16–17, 24, 31, 77 (Lage) | Gartenterrassenstadt Rheinisches Viertel, Mietshäuser und Gasleuchten im Straßenraum, Teilbereich I Baudenkmale siehe: Ahrweilerstraße 30, 31 Landauer Straße 11, 15, 16 Rüdesheimer Platz 1, 2, 7, 8, 11, Bedürfnisanstalt Rüdesheimer Straße 2 Spessartstraße 10A–C, 11–12 Wiesbadener Straße 16 Gartendenkmal siehe: Rüdesheimer Platz | 09011576 – Homburger Straße 21, Mietshaus, 1933–1934 von Kurt Bornemann                                                                                      |                                     |
| 09011506 | Rüdesheimer Platz 1–5, 7–11 Ahrweilerstraße 4–6, 29–32 Aßmannshauser Straße 10A–14 Eberbacher Straße 1–2, 4 Gerolsteiner Straße 3, 10–12A Homburger Straße 21, 25–26 Landauer Straße 2–12, 15–16 Laubacher Straße 41, 43–45 Rüdesheimer Platz 1–5, 7–11 Rüdesheimer Straße 2/8, 9/13 Spessartstraße 9–13, 15 Südwestkorso 18–20, 58–59 Wiesbadener Straße 16–17, 24, 31, 77 (Lage) | Gartenterrassenstadt Rheinisches Viertel, Mietshäuser und Gasleuchten im Straßenraum, Teilbereich I Baudenkmale siehe: Ahrweilerstraße 30, 31 Landauer Straße 11, 15, 16 Rüdesheimer Platz 1, 2, 7, 8, 11, Bedürfnisanstalt Rüdesheimer Straße 2 Spessartstraße 10A–C, 11–12 Wiesbadener Straße 16 Gartendenkmal siehe: Rüdesheimer Platz | 09011577 – Landauer Straße 2, Mietshaus, 1910–1911 von Blumann & Grünberg                                                                                    |                                     |
| 09011506 | Rüdesheimer Platz 1–5, 7–11 Ahrweilerstraße 4–6, 29–32 Aßmannshauser Straße 10A–14 Eberbacher Straße 1–2, 4 Gerolsteiner Straße 3, 10–12A Homburger Straße 21, 25–26 Landauer Straße 2–12, 15–16 Laubacher Straße 41, 43–45 Rüdesheimer Platz 1–5, 7–11 Rüdesheimer Straße 2/8, 9/13 Spessartstraße 9–13, 15 Südwestkorso 18–20, 58–59 Wiesbadener Straße 16–17, 24, 31, 77 (Lage) | Gartenterrassenstadt Rheinisches Viertel, Mietshäuser und Gasleuchten im Straßenraum, Teilbereich I Baudenkmale siehe: Ahrweilerstraße 30, 31 Landauer Straße 11, 15, 16 Rüdesheimer Platz 1, 2, 7, 8, 11, Bedürfnisanstalt Rüdesheimer Straße 2 Spessartstraße 10A–C, 11–12 Wiesbadener Straße 16 Gartendenkmal siehe: Rüdesheimer Platz | 09011578 – Landauer Straße 3, Mietshaus, 1910–1911 von Paul Jatzow und Albert Lorenz                                                                         |                                     |
| 09011506 | Rüdesheimer Platz 1–5, 7–11 Ahrweilerstraße 4–6, 29–32 Aßmannshauser Straße 10A–14 Eberbacher Straße 1–2, 4 Gerolsteiner Straße 3, 10–12A Homburger Straße 21, 25–26 Landauer Straße 2–12, 15–16 Laubacher Straße 41, 43–45 Rüdesheimer Platz 1–5, 7–11 Rüdesheimer Straße 2/8, 9/13 Spessartstraße 9–13, 15 Südwestkorso 18–20, 58–59 Wiesbadener Straße 16–17, 24, 31, 77 (Lage) | Gartenterrassenstadt Rheinisches Viertel, Mietshäuser und Gasleuchten im Straßenraum, Teilbereich I Baudenkmale siehe: Ahrweilerstraße 30, 31 Landauer Straße 11, 15, 16 Rüdesheimer Platz 1, 2, 7, 8, 11, Bedürfnisanstalt Rüdesheimer Straße 2 Spessartstraße 10A–C, 11–12 Wiesbadener Straße 16 Gartendenkmal siehe: Rüdesheimer Platz | 09011579 – Landauer Straße 4, Mietshaus, 1910–1911 von Paul Jatzow und Leberecht Thon                                                                        |                                     |
| 09011506 | Rüdesheimer Platz 1–5, 7–11 Ahrweilerstraße 4–6, 29–32 Aßmannshauser Straße 10A–14 Eberbacher Straße 1–2, 4 Gerolsteiner Straße 3, 10–12A Homburger Straße 21, 25–26 Landauer Straße 2–12, 15–16 Laubacher Straße 41, 43–45 Rüdesheimer Platz 1–5, 7–11 Rüdesheimer Straße 2/8, 9/13 Spessartstraße 9–13, 15 Südwestkorso 18–20, 58–59 Wiesbadener Straße 16–17, 24, 31, 77 (Lage) | Gartenterrassenstadt Rheinisches Viertel, Mietshäuser und Gasleuchten im Straßenraum, Teilbereich I Baudenkmale siehe: Ahrweilerstraße 30, 31 Landauer Straße 11, 15, 16 Rüdesheimer Platz 1, 2, 7, 8, 11, Bedürfnisanstalt Rüdesheimer Straße 2 Spessartstraße 10A–C, 11–12 Wiesbadener Straße 16 Gartendenkmal siehe: Rüdesheimer Platz | 09011580 – Landauer Straße 5, Mietshaus, 1910–1911 von Paul Jatzow                                                                                           |                                     |
| 09011506 | Rüdesheimer Platz 1–5, 7–11 Ahrweilerstraße 4–6, 29–32 Aßmannshauser Straße 10A–14 Eberbacher Straße 1–2, 4 Gerolsteiner Straße 3, 10–12A Homburger Straße 21, 25–26 Landauer Straße 2–12, 15–16 Laubacher Straße 41, 43–45 Rüdesheimer Platz 1–5, 7–11 Rüdesheimer Straße 2/8, 9/13 Spessartstraße 9–13, 15 Südwestkorso 18–20, 58–59 Wiesbadener Straße 16–17, 24, 31, 77 (Lage) | Gartenterrassenstadt Rheinisches Viertel, Mietshäuser und Gasleuchten im Straßenraum, Teilbereich I Baudenkmale siehe: Ahrweilerstraße 30, 31 Landauer Straße 11, 15, 16 Rüdesheimer Platz 1, 2, 7, 8, 11, Bedürfnisanstalt Rüdesheimer Straße 2 Spessartstraße 10A–C, 11–12 Wiesbadener Straße 16 Gartendenkmal siehe: Rüdesheimer Platz | 09011581 – Landauer Straße 6, Mietshaus, 1910–1911 von Paul Jatzow und Leberecht Thon                                                                        |                                     |
| 09011506 | Rüdesheimer Platz 1–5, 7–11 Ahrweilerstraße 4–6, 29–32 Aßmannshauser Straße 10A–14 Eberbacher Straße 1–2, 4 Gerolsteiner Straße 3, 10–12A Homburger Straße 21, 25–26 Landauer Straße 2–12, 15–16 Laubacher Straße 41, 43–45 Rüdesheimer Platz 1–5, 7–11 Rüdesheimer Straße 2/8, 9/13 Spessartstraße 9–13, 15 Südwestkorso 18–20, 58–59 Wiesbadener Straße 16–17, 24, 31, 77 (Lage) | Gartenterrassenstadt Rheinisches Viertel, Mietshäuser und Gasleuchten im Straßenraum, Teilbereich I Baudenkmale siehe: Ahrweilerstraße 30, 31 Landauer Straße 11, 15, 16 Rüdesheimer Platz 1, 2, 7, 8, 11, Bedürfnisanstalt Rüdesheimer Straße 2 Spessartstraße 10A–C, 11–12 Wiesbadener Straße 16 Gartendenkmal siehe: Rüdesheimer Platz | 09011582 – Landauer Straße 7, Mietshaus, 1910–1911 on Paul Jatzow und Victor Wolf                                                                            |                                     |
| 09011506 | Rüdesheimer Platz 1–5, 7–11 Ahrweilerstraße 4–6, 29–32 Aßmannshauser Straße 10A–14 Eberbacher Straße 1–2, 4 Gerolsteiner Straße 3, 10–12A Homburger Straße 21, 25–26 Landauer Straße 2–12, 15–16 Laubacher Straße 41, 43–45 Rüdesheimer Platz 1–5, 7–11 Rüdesheimer Straße 2/8, 9/13 Spessartstraße 9–13, 15 Südwestkorso 18–20, 58–59 Wiesbadener Straße 16–17, 24, 31, 77 (Lage) | Gartenterrassenstadt Rheinisches Viertel, Mietshäuser und Gasleuchten im Straßenraum, Teilbereich I Baudenkmale siehe: Ahrweilerstraße 30, 31 Landauer Straße 11, 15, 16 Rüdesheimer Platz 1, 2, 7, 8, 11, Bedürfnisanstalt Rüdesheimer Straße 2 Spessartstraße 10A–C, 11–12 Wiesbadener Straße 16 Gartendenkmal siehe: Rüdesheimer Platz | 09011583 – Landauer Straße 10, Mietshaus, 1910–1911 von Bernhard Wilhelm                                                                                     |                                     |
| 09011506 | Rüdesheimer Platz 1–5, 7–11 Ahrweilerstraße 4–6, 29–32 Aßmannshauser Straße 10A–14 Eberbacher Straße 1–2, 4 Gerolsteiner Straße 3, 10–12A Homburger Straße 21, 25–26 Landauer Straße 2–12, 15–16 Laubacher Straße 41, 43–45 Rüdesheimer Platz 1–5, 7–11 Rüdesheimer Straße 2/8, 9/13 Spessartstraße 9–13, 15 Südwestkorso 18–20, 58–59 Wiesbadener Straße 16–17, 24, 31, 77 (Lage) | Gartenterrassenstadt Rheinisches Viertel, Mietshäuser und Gasleuchten im Straßenraum, Teilbereich I Baudenkmale siehe: Ahrweilerstraße 30, 31 Landauer Straße 11, 15, 16 Rüdesheimer Platz 1, 2, 7, 8, 11, Bedürfnisanstalt Rüdesheimer Straße 2 Spessartstraße 10A–C, 11–12 Wiesbadener Straße 16 Gartendenkmal siehe: Rüdesheimer Platz | 09011584 – Landauer Straße 12, Mietshaus, 1910–1911 von Paul Jatzow und Leberecht Thon                                                                       |                                     |
| 09011506 | Rüdesheimer Platz 1–5, 7–11 Ahrweilerstraße 4–6, 29–32 Aßmannshauser Straße 10A–14 Eberbacher Straße 1–2, 4 Gerolsteiner Straße 3, 10–12A Homburger Straße 21, 25–26 Landauer Straße 2–12, 15–16 Laubacher Straße 41, 43–45 Rüdesheimer Platz 1–5, 7–11 Rüdesheimer Straße 2/8, 9/13 Spessartstraße 9–13, 15 Südwestkorso 18–20, 58–59 Wiesbadener Straße 16–17, 24, 31, 77 (Lage) | Gartenterrassenstadt Rheinisches Viertel, Mietshäuser und Gasleuchten im Straßenraum, Teilbereich I Baudenkmale siehe: Ahrweilerstraße 30, 31 Landauer Straße 11, 15, 16 Rüdesheimer Platz 1, 2, 7, 8, 11, Bedürfnisanstalt Rüdesheimer Straße 2 Spessartstraße 10A–C, 11–12 Wiesbadener Straße 16 Gartendenkmal siehe: Rüdesheimer Platz | 09011585 – Laubacher Straße 41, Mietshaus, 1912–1913 von Willibald Kübler (Grundriss) und Paul Jatzow (Fassade)                                              |                                     |
| 09011506 | Rüdesheimer Platz 1–5, 7–11 Ahrweilerstraße 4–6, 29–32 Aßmannshauser Straße 10A–14 Eberbacher Straße 1–2, 4 Gerolsteiner Straße 3, 10–12A Homburger Straße 21, 25–26 Landauer Straße 2–12, 15–16 Laubacher Straße 41, 43–45 Rüdesheimer Platz 1–5, 7–11 Rüdesheimer Straße 2/8, 9/13 Spessartstraße 9–13, 15 Südwestkorso 18–20, 58–59 Wiesbadener Straße 16–17, 24, 31, 77 (Lage) | Gartenterrassenstadt Rheinisches Viertel, Mietshäuser und Gasleuchten im Straßenraum, Teilbereich I Baudenkmale siehe: Ahrweilerstraße 30, 31 Landauer Straße 11, 15, 16 Rüdesheimer Platz 1, 2, 7, 8, 11, Bedürfnisanstalt Rüdesheimer Straße 2 Spessartstraße 10A–C, 11–12 Wiesbadener Straße 16 Gartendenkmal siehe: Rüdesheimer Platz | 09011586 – Laubacher Straße 44 / Südwestkorso 59, Mietshaus, 1911–1912 von Paul Trache                                                                       |                                     |
| 09011506 | Rüdesheimer Platz 1–5, 7–11 Ahrweilerstraße 4–6, 29–32 Aßmannshauser Straße 10A–14 Eberbacher Straße 1–2, 4 Gerolsteiner Straße 3, 10–12A Homburger Straße 21, 25–26 Landauer Straße 2–12, 15–16 Laubacher Straße 41, 43–45 Rüdesheimer Platz 1–5, 7–11 Rüdesheimer Straße 2/8, 9/13 Spessartstraße 9–13, 15 Südwestkorso 18–20, 58–59 Wiesbadener Straße 16–17, 24, 31, 77 (Lage) | Gartenterrassenstadt Rheinisches Viertel, Mietshäuser und Gasleuchten im Straßenraum, Teilbereich I Baudenkmale siehe: Ahrweilerstraße 30, 31 Landauer Straße 11, 15, 16 Rüdesheimer Platz 1, 2, 7, 8, 11, Bedürfnisanstalt Rüdesheimer Straße 2 Spessartstraße 10A–C, 11–12 Wiesbadener Straße 16 Gartendenkmal siehe: Rüdesheimer Platz | 09011587 – Laubacher Straße 45 / Südwestkorso 58, Mietshaus, 1912–1913 von Willy Noddack-Kelling (Grundriss) und Paul Jatzow (Fassade)                       |                                     |
| 09011506 | Rüdesheimer Platz 1–5, 7–11 Ahrweilerstraße 4–6, 29–32 Aßmannshauser Straße 10A–14 Eberbacher Straße 1–2, 4 Gerolsteiner Straße 3, 10–12A Homburger Straße 21, 25–26 Landauer Straße 2–12, 15–16 Laubacher Straße 41, 43–45 Rüdesheimer Platz 1–5, 7–11 Rüdesheimer Straße 2/8, 9/13 Spessartstraße 9–13, 15 Südwestkorso 18–20, 58–59 Wiesbadener Straße 16–17, 24, 31, 77 (Lage) | Gartenterrassenstadt Rheinisches Viertel, Mietshäuser und Gasleuchten im Straßenraum, Teilbereich I Baudenkmale siehe: Ahrweilerstraße 30, 31 Landauer Straße 11, 15, 16 Rüdesheimer Platz 1, 2, 7, 8, 11, Bedürfnisanstalt Rüdesheimer Straße 2 Spessartstraße 10A–C, 11–12 Wiesbadener Straße 16 Gartendenkmal siehe: Rüdesheimer Platz | 09011588 – Rüdesheimer Platz 3, Mietshaus, 1912–1913 von Bernhard Wilhelm (Grundriss) und Paul Jatzow (Fassade)                                              |                                     |
| 09011506 | Rüdesheimer Platz 1–5, 7–11 Ahrweilerstraße 4–6, 29–32 Aßmannshauser Straße 10A–14 Eberbacher Straße 1–2, 4 Gerolsteiner Straße 3, 10–12A Homburger Straße 21, 25–26 Landauer Straße 2–12, 15–16 Laubacher Straße 41, 43–45 Rüdesheimer Platz 1–5, 7–11 Rüdesheimer Straße 2/8, 9/13 Spessartstraße 9–13, 15 Südwestkorso 18–20, 58–59 Wiesbadener Straße 16–17, 24, 31, 77 (Lage) | Gartenterrassenstadt Rheinisches Viertel, Mietshäuser und Gasleuchten im Straßenraum, Teilbereich I Baudenkmale siehe: Ahrweilerstraße 30, 31 Landauer Straße 11, 15, 16 Rüdesheimer Platz 1, 2, 7, 8, 11, Bedürfnisanstalt Rüdesheimer Straße 2 Spessartstraße 10A–C, 11–12 Wiesbadener Straße 16 Gartendenkmal siehe: Rüdesheimer Platz | 09011589 – Rüdesheimer Platz 4, Mietshaus, 1911–1912 von Ernst Horstmann (Grundriss) und Paul Jatzow (Fassade)                                               |                                     |
| 09011506 | Rüdesheimer Platz 1–5, 7–11 Ahrweilerstraße 4–6, 29–32 Aßmannshauser Straße 10A–14 Eberbacher Straße 1–2, 4 Gerolsteiner Straße 3, 10–12A Homburger Straße 21, 25–26 Landauer Straße 2–12, 15–16 Laubacher Straße 41, 43–45 Rüdesheimer Platz 1–5, 7–11 Rüdesheimer Straße 2/8, 9/13 Spessartstraße 9–13, 15 Südwestkorso 18–20, 58–59 Wiesbadener Straße 16–17, 24, 31, 77 (Lage) | Gartenterrassenstadt Rheinisches Viertel, Mietshäuser und Gasleuchten im Straßenraum, Teilbereich I Baudenkmale siehe: Ahrweilerstraße 30, 31 Landauer Straße 11, 15, 16 Rüdesheimer Platz 1, 2, 7, 8, 11, Bedürfnisanstalt Rüdesheimer Straße 2 Spessartstraße 10A–C, 11–12 Wiesbadener Straße 16 Gartendenkmal siehe: Rüdesheimer Platz | 09011590 – Rüdesheimer Platz 5, Mietshaus, 1911–1912 von Theodor Wilhelm (Grundriss) und Paul Jatzow (Fassade)                                               |                                     |
| 09011506 | Rüdesheimer Platz 1–5, 7–11 Ahrweilerstraße 4–6, 29–32 Aßmannshauser Straße 10A–14 Eberbacher Straße 1–2, 4 Gerolsteiner Straße 3, 10–12A Homburger Straße 21, 25–26 Landauer Straße 2–12, 15–16 Laubacher Straße 41, 43–45 Rüdesheimer Platz 1–5, 7–11 Rüdesheimer Straße 2/8, 9/13 Spessartstraße 9–13, 15 Südwestkorso 18–20, 58–59 Wiesbadener Straße 16–17, 24, 31, 77 (Lage) | Gartenterrassenstadt Rheinisches Viertel, Mietshäuser und Gasleuchten im Straßenraum, Teilbereich I Baudenkmale siehe: Ahrweilerstraße 30, 31 Landauer Straße 11, 15, 16 Rüdesheimer Platz 1, 2, 7, 8, 11, Bedürfnisanstalt Rüdesheimer Straße 2 Spessartstraße 10A–C, 11–12 Wiesbadener Straße 16 Gartendenkmal siehe: Rüdesheimer Platz | 09011591 – Rüdesheimer Platz 9–10, Mietshaus, 1911–1913 von Franz Helding (Grundriss) und Paul Jatzow (Fassade)                                              |                                     |
| 09011506 | Rüdesheimer Platz 1–5, 7–11 Ahrweilerstraße 4–6, 29–32 Aßmannshauser Straße 10A–14 Eberbacher Straße 1–2, 4 Gerolsteiner Straße 3, 10–12A Homburger Straße 21, 25–26 Landauer Straße 2–12, 15–16 Laubacher Straße 41, 43–45 Rüdesheimer Platz 1–5, 7–11 Rüdesheimer Straße 2/8, 9/13 Spessartstraße 9–13, 15 Südwestkorso 18–20, 58–59 Wiesbadener Straße 16–17, 24, 31, 77 (Lage) | Gartenterrassenstadt Rheinisches Viertel, Mietshäuser und Gasleuchten im Straßenraum, Teilbereich I Baudenkmale siehe: Ahrweilerstraße 30, 31 Landauer Straße 11, 15, 16 Rüdesheimer Platz 1, 2, 7, 8, 11, Bedürfnisanstalt Rüdesheimer Straße 2 Spessartstraße 10A–C, 11–12 Wiesbadener Straße 16 Gartendenkmal siehe: Rüdesheimer Platz | 09011592 – Rüdesheimer Straße 4 / Gerolsteiner Straße 11–11A, Mietshaus, 1913–1914 von Bruno Schneidereit (Grundriss) und Paul Jatzow (Fassade)              |                                     |
| 09011506 | Rüdesheimer Platz 1–5, 7–11 Ahrweilerstraße 4–6, 29–32 Aßmannshauser Straße 10A–14 Eberbacher Straße 1–2, 4 Gerolsteiner Straße 3, 10–12A Homburger Straße 21, 25–26 Landauer Straße 2–12, 15–16 Laubacher Straße 41, 43–45 Rüdesheimer Platz 1–5, 7–11 Rüdesheimer Straße 2/8, 9/13 Spessartstraße 9–13, 15 Südwestkorso 18–20, 58–59 Wiesbadener Straße 16–17, 24, 31, 77 (Lage) | Gartenterrassenstadt Rheinisches Viertel, Mietshäuser und Gasleuchten im Straßenraum, Teilbereich I Baudenkmale siehe: Ahrweilerstraße 30, 31 Landauer Straße 11, 15, 16 Rüdesheimer Platz 1, 2, 7, 8, 11, Bedürfnisanstalt Rüdesheimer Straße 2 Spessartstraße 10A–C, 11–12 Wiesbadener Straße 16 Gartendenkmal siehe: Rüdesheimer Platz | 09011593 – Rüdesheimer Straße 6 / Eberbacher Straße 2 / Gerolsteiner Straße 10, Mietshaus, nach 1910                                                         |                                     |
| 09011506 | Rüdesheimer Platz 1–5, 7–11 Ahrweilerstraße 4–6, 29–32 Aßmannshauser Straße 10A–14 Eberbacher Straße 1–2, 4 Gerolsteiner Straße 3, 10–12A Homburger Straße 21, 25–26 Landauer Straße 2–12, 15–16 Laubacher Straße 41, 43–45 Rüdesheimer Platz 1–5, 7–11 Rüdesheimer Straße 2/8, 9/13 Spessartstraße 9–13, 15 Südwestkorso 18–20, 58–59 Wiesbadener Straße 16–17, 24, 31, 77 (Lage) | Gartenterrassenstadt Rheinisches Viertel, Mietshäuser und Gasleuchten im Straßenraum, Teilbereich I Baudenkmale siehe: Ahrweilerstraße 30, 31 Landauer Straße 11, 15, 16 Rüdesheimer Platz 1, 2, 7, 8, 11, Bedürfnisanstalt Rüdesheimer Straße 2 Spessartstraße 10A–C, 11–12 Wiesbadener Straße 16 Gartendenkmal siehe: Rüdesheimer Platz | 09011594 – Rüdesheimer Straße 8 / Eberbacher Straße 1, Mietshaus, 1913–1914 von Bernhard Wilhelm (Grundriss) und Paul Jatzow (Fassade)                       |                                     |
| 09011506 | Rüdesheimer Platz 1–5, 7–11 Ahrweilerstraße 4–6, 29–32 Aßmannshauser Straße 10A–14 Eberbacher Straße 1–2, 4 Gerolsteiner Straße 3, 10–12A Homburger Straße 21, 25–26 Landauer Straße 2–12, 15–16 Laubacher Straße 41, 43–45 Rüdesheimer Platz 1–5, 7–11 Rüdesheimer Straße 2/8, 9/13 Spessartstraße 9–13, 15 Südwestkorso 18–20, 58–59 Wiesbadener Straße 16–17, 24, 31, 77 (Lage) | Gartenterrassenstadt Rheinisches Viertel, Mietshäuser und Gasleuchten im Straßenraum, Teilbereich I Baudenkmale siehe: Ahrweilerstraße 30, 31 Landauer Straße 11, 15, 16 Rüdesheimer Platz 1, 2, 7, 8, 11, Bedürfnisanstalt Rüdesheimer Straße 2 Spessartstraße 10A–C, 11–12 Wiesbadener Straße 16 Gartendenkmal siehe: Rüdesheimer Platz | 09011595 – Rüdesheimer Straße 11–13 / Wiesbadener Straße 31, Mietshaus, 1933–1934 von Julius Schüler                                                         |                                     |
| 09011506 | Rüdesheimer Platz 1–5, 7–11 Ahrweilerstraße 4–6, 29–32 Aßmannshauser Straße 10A–14 Eberbacher Straße 1–2, 4 Gerolsteiner Straße 3, 10–12A Homburger Straße 21, 25–26 Landauer Straße 2–12, 15–16 Laubacher Straße 41, 43–45 Rüdesheimer Platz 1–5, 7–11 Rüdesheimer Straße 2/8, 9/13 Spessartstraße 9–13, 15 Südwestkorso 18–20, 58–59 Wiesbadener Straße 16–17, 24, 31, 77 (Lage) | Gartenterrassenstadt Rheinisches Viertel, Mietshäuser und Gasleuchten im Straßenraum, Teilbereich I Baudenkmale siehe: Ahrweilerstraße 30, 31 Landauer Straße 11, 15, 16 Rüdesheimer Platz 1, 2, 7, 8, 11, Bedürfnisanstalt Rüdesheimer Straße 2 Spessartstraße 10A–C, 11–12 Wiesbadener Straße 16 Gartendenkmal siehe: Rüdesheimer Platz | 09011596 – Spessartstraße 9, Mietshaus, 1914 von Julius Schüler (Grundriß) und Paul Jatzow (Fassade)                                                         |                                     |
| 09011506 | Rüdesheimer Platz 1–5, 7–11 Ahrweilerstraße 4–6, 29–32 Aßmannshauser Straße 10A–14 Eberbacher Straße 1–2, 4 Gerolsteiner Straße 3, 10–12A Homburger Straße 21, 25–26 Landauer Straße 2–12, 15–16 Laubacher Straße 41, 43–45 Rüdesheimer Platz 1–5, 7–11 Rüdesheimer Straße 2/8, 9/13 Spessartstraße 9–13, 15 Südwestkorso 18–20, 58–59 Wiesbadener Straße 16–17, 24, 31, 77 (Lage) | Gartenterrassenstadt Rheinisches Viertel, Mietshäuser und Gasleuchten im Straßenraum, Teilbereich I Baudenkmale siehe: Ahrweilerstraße 30, 31 Landauer Straße 11, 15, 16 Rüdesheimer Platz 1, 2, 7, 8, 11, Bedürfnisanstalt Rüdesheimer Straße 2 Spessartstraße 10A–C, 11–12 Wiesbadener Straße 16 Gartendenkmal siehe: Rüdesheimer Platz | 09011597 – Spessartstraße 13 / Aßmannshauser Straße 14, Mietshaus, 1913–1914 von Willibald Kübler (Grundriss) und Paul Jatzow (Fassade)                      |                                     |
| 09011506 | Rüdesheimer Platz 1–5, 7–11 Ahrweilerstraße 4–6, 29–32 Aßmannshauser Straße 10A–14 Eberbacher Straße 1–2, 4 Gerolsteiner Straße 3, 10–12A Homburger Straße 21, 25–26 Landauer Straße 2–12, 15–16 Laubacher Straße 41, 43–45 Rüdesheimer Platz 1–5, 7–11 Rüdesheimer Straße 2/8, 9/13 Spessartstraße 9–13, 15 Südwestkorso 18–20, 58–59 Wiesbadener Straße 16–17, 24, 31, 77 (Lage) | Gartenterrassenstadt Rheinisches Viertel, Mietshäuser und Gasleuchten im Straßenraum, Teilbereich I Baudenkmale siehe: Ahrweilerstraße 30, 31 Landauer Straße 11, 15, 16 Rüdesheimer Platz 1, 2, 7, 8, 11, Bedürfnisanstalt Rüdesheimer Straße 2 Spessartstraße 10A–C, 11–12 Wiesbadener Straße 16 Gartendenkmal siehe: Rüdesheimer Platz | 09011598 – Spessartstraße 15, Mietshaus, 1914 von Martin Friedeberg (Grundriss) und Paul Jatzow (Fassade)                                                    |                                     |
| 09011506 | Rüdesheimer Platz 1–5, 7–11 Ahrweilerstraße 4–6, 29–32 Aßmannshauser Straße 10A–14 Eberbacher Straße 1–2, 4 Gerolsteiner Straße 3, 10–12A Homburger Straße 21, 25–26 Landauer Straße 2–12, 15–16 Laubacher Straße 41, 43–45 Rüdesheimer Platz 1–5, 7–11 Rüdesheimer Straße 2/8, 9/13 Spessartstraße 9–13, 15 Südwestkorso 18–20, 58–59 Wiesbadener Straße 16–17, 24, 31, 77 (Lage) | Gartenterrassenstadt Rheinisches Viertel, Mietshäuser und Gasleuchten im Straßenraum, Teilbereich I Baudenkmale siehe: Ahrweilerstraße 30, 31 Landauer Straße 11, 15, 16 Rüdesheimer Platz 1, 2, 7, 8, 11, Bedürfnisanstalt Rüdesheimer Straße 2 Spessartstraße 10A–C, 11–12 Wiesbadener Straße 16 Gartendenkmal siehe: Rüdesheimer Platz | 09011599 – Südwestkorso 18, Mietshaus, 1911–1912 von Ernst Horstmann                                                                                         |                                     |
| 09011506 | Rüdesheimer Platz 1–5, 7–11 Ahrweilerstraße 4–6, 29–32 Aßmannshauser Straße 10A–14 Eberbacher Straße 1–2, 4 Gerolsteiner Straße 3, 10–12A Homburger Straße 21, 25–26 Landauer Straße 2–12, 15–16 Laubacher Straße 41, 43–45 Rüdesheimer Platz 1–5, 7–11 Rüdesheimer Straße 2/8, 9/13 Spessartstraße 9–13, 15 Südwestkorso 18–20, 58–59 Wiesbadener Straße 16–17, 24, 31, 77 (Lage) | Gartenterrassenstadt Rheinisches Viertel, Mietshäuser und Gasleuchten im Straßenraum, Teilbereich I Baudenkmale siehe: Ahrweilerstraße 30, 31 Landauer Straße 11, 15, 16 Rüdesheimer Platz 1, 2, 7, 8, 11, Bedürfnisanstalt Rüdesheimer Straße 2 Spessartstraße 10A–C, 11–12 Wiesbadener Straße 16 Gartendenkmal siehe: Rüdesheimer Platz | 09011600 – Südwestkorso 19, Mietshaus, 1910–1911 von Ernst Seiler (Grundriss) und Paul Jatzow (Fassade)                                                      |                                     |
| 09011506 | Rüdesheimer Platz 1–5, 7–11 Ahrweilerstraße 4–6, 29–32 Aßmannshauser Straße 10A–14 Eberbacher Straße 1–2, 4 Gerolsteiner Straße 3, 10–12A Homburger Straße 21, 25–26 Landauer Straße 2–12, 15–16 Laubacher Straße 41, 43–45 Rüdesheimer Platz 1–5, 7–11 Rüdesheimer Straße 2/8, 9/13 Spessartstraße 9–13, 15 Südwestkorso 18–20, 58–59 Wiesbadener Straße 16–17, 24, 31, 77 (Lage) | Gartenterrassenstadt Rheinisches Viertel, Mietshäuser und Gasleuchten im Straßenraum, Teilbereich I Baudenkmale siehe: Ahrweilerstraße 30, 31 Landauer Straße 11, 15, 16 Rüdesheimer Platz 1, 2, 7, 8, 11, Bedürfnisanstalt Rüdesheimer Straße 2 Spessartstraße 10A–C, 11–12 Wiesbadener Straße 16 Gartendenkmal siehe: Rüdesheimer Platz | 09011601 – Südwestkorso 20 / Wiesbadener Straße 77, Mietshaus, 1912–1913 von Bernhard Wilhelm                                                                |                                     |
| 09011506 | Rüdesheimer Platz 1–5, 7–11 Ahrweilerstraße 4–6, 29–32 Aßmannshauser Straße 10A–14 Eberbacher Straße 1–2, 4 Gerolsteiner Straße 3, 10–12A Homburger Straße 21, 25–26 Landauer Straße 2–12, 15–16 Laubacher Straße 41, 43–45 Rüdesheimer Platz 1–5, 7–11 Rüdesheimer Straße 2/8, 9/13 Spessartstraße 9–13, 15 Südwestkorso 18–20, 58–59 Wiesbadener Straße 16–17, 24, 31, 77 (Lage) | Gartenterrassenstadt Rheinisches Viertel, Mietshäuser und Gasleuchten im Straßenraum, Teilbereich I Baudenkmale siehe: Ahrweilerstraße 30, 31 Landauer Straße 11, 15, 16 Rüdesheimer Platz 1, 2, 7, 8, 11, Bedürfnisanstalt Rüdesheimer Straße 2 Spessartstraße 10A–C, 11–12 Wiesbadener Straße 16 Gartendenkmal siehe: Rüdesheimer Platz | 09011602 – Wiesbadener Straße 17, Mietshaus, 1911 von Paul Sagert                                                                                            |                                     |
| 09011506 | Ahrweilerstraße 34–36 Deidesheimer Straße 8–12, 20–24 Homburger Straße 2/10 Laubacher Straße 35–36, 38–39 Offenbacher Straße 6–9, 23–24 | Teilbereich II Gesamtanlage siehe: Deidesheimer Straße 20–24 | Weitere Bestandteile des Ensembles: | Weitere Bestandteile des Ensembles: |
| 09011506 | Ahrweilerstraße 34–36 Deidesheimer Straße 8–12, 20–24 Homburger Straße 2/10 Laubacher Straße 35–36, 38–39 Offenbacher Straße 6–9, 23–24 | Teilbereich II Gesamtanlage siehe: Deidesheimer Straße 20–24 | 09011603 – Deidesheimer Straße 8, Mietshaus, 1913–1914 von Julius Schüler (Grundriss) und Paul Jatzow (Fassade)                                              |                                     |
| 09011506 | Ahrweilerstraße 34–36 Deidesheimer Straße 8–12, 20–24 Homburger Straße 2/10 Laubacher Straße 35–36, 38–39 Offenbacher Straße 6–9, 23–24 | Teilbereich II Gesamtanlage siehe: Deidesheimer Straße 20–24 | 09011604 – Deidesheimer Straße 9, Mietshaus, 1912–1913 von Ernst Steffen (Grundriss) und Paul Jatzow (Fassade)                                               |                                     |
| 09011506 | Ahrweilerstraße 34–36 Deidesheimer Straße 8–12, 20–24 Homburger Straße 2/10 Laubacher Straße 35–36, 38–39 Offenbacher Straße 6–9, 23–24 | Teilbereich II Gesamtanlage siehe: Deidesheimer Straße 20–24 | 09011605 – Deidesheimer Straße 10, Mietshaus, 1912–1913 von Paul Sperling (Grundriss) und Paul Jatzow (Fassade)                                              |                                     |
| 09011506 | Ahrweilerstraße 34–36 Deidesheimer Straße 8–12, 20–24 Homburger Straße 2/10 Laubacher Straße 35–36, 38–39 Offenbacher Straße 6–9, 23–24 | Teilbereich II Gesamtanlage siehe: Deidesheimer Straße 20–24 | 09011606 – Deidesheimer Straße 11, Mietshaus, 1912–1913 von Paul Jatzow (Fassade)                                                                            |                                     |
| 09011506 | Ahrweilerstraße 34–36 Deidesheimer Straße 8–12, 20–24 Homburger Straße 2/10 Laubacher Straße 35–36, 38–39 Offenbacher Straße 6–9, 23–24 | Teilbereich II Gesamtanlage siehe: Deidesheimer Straße 20–24 | 09011607 – Deidesheimer Straße 12, Mietshaus, 1913–1914 von Franz Behrendt (Grundriss) und Paul Jatzow (Fassade)                                             |                                     |
| 09011506 | Ahrweilerstraße 34–36 Deidesheimer Straße 8–12, 20–24 Homburger Straße 2/10 Laubacher Straße 35–36, 38–39 Offenbacher Straße 6–9, 23–24 | Teilbereich II Gesamtanlage siehe: Deidesheimer Straße 20–24 | 09011608 – Homburger Straße 2 / Laubacher Straße 39, Mietshaus, 1912–1913 von Carl Horst                                                                     |                                     |
| 09011506 | Ahrweilerstraße 34–36 Deidesheimer Straße 8–12, 20–24 Homburger Straße 2/10 Laubacher Straße 35–36, 38–39 Offenbacher Straße 6–9, 23–24 | Teilbereich II Gesamtanlage siehe: Deidesheimer Straße 20–24 | 09011609 – Homburger Straße 4, Mietshaus, 1913 von Karl Mittelstädt (Grundriss), Paul Jatzow (Fassade)                                                       |                                     |
| 09011506 | Ahrweilerstraße 34–36 Deidesheimer Straße 8–12, 20–24 Homburger Straße 2/10 Laubacher Straße 35–36, 38–39 Offenbacher Straße 6–9, 23–24 | Teilbereich II Gesamtanlage siehe: Deidesheimer Straße 20–24 | 09011610 – Homburger Straße 8, Mietshaus, 1913–1914 von Paul Jatzow (Fassade)                                                                                |                                     |
| 09011506 | Ahrweilerstraße 34–36 Deidesheimer Straße 8–12, 20–24 Homburger Straße 2/10 Laubacher Straße 35–36, 38–39 Offenbacher Straße 6–9, 23–24 | Teilbereich II Gesamtanlage siehe: Deidesheimer Straße 20–24 | 09011611 – Offenbacher Straße 6 / Laubacher Straße 35, Mietshaus, 1912–1913 von Carl Horst                                                                   |                                     |
| 09011506 | Ahrweilerstraße 34–36 Deidesheimer Straße 8–12, 20–24 Homburger Straße 2/10 Laubacher Straße 35–36, 38–39 Offenbacher Straße 6–9, 23–24 | Teilbereich II Gesamtanlage siehe: Deidesheimer Straße 20–24 | 09011612 – Offenbacher Straße 7, Mietshaus, 1912–1913 von Carl Horst                                                                                         |                                     |
| 09011506 | Ahrweilerstraße 34–36 Deidesheimer Straße 8–12, 20–24 Homburger Straße 2/10 Laubacher Straße 35–36, 38–39 Offenbacher Straße 6–9, 23–24 | Teilbereich II Gesamtanlage siehe: Deidesheimer Straße 20–24 | 09011613 – Offenbacher Straße 8, Mietshaus, 1912–1913 von Bruno Schneidereit (Grundriss) und Carl Horst (Fassade)                                            |                                     |
| 09011506 | Ahrweilerstraße 34–36 Deidesheimer Straße 8–12, 20–24 Homburger Straße 2/10 Laubacher Straße 35–36, 38–39 Offenbacher Straße 6–9, 23–24 | Teilbereich II Gesamtanlage siehe: Deidesheimer Straße 20–24 | 09011614 – Offenbacher Straße 9, Mietshaus, 1912–1913 von Arthur Weller (Grundriss) und Carl Horst (Fassade)                                                 |                                     |
| 09011506 | Ahrweilerstraße 34–36 Deidesheimer Straße 8–12, 20–24 Homburger Straße 2/10 Laubacher Straße 35–36, 38–39 Offenbacher Straße 6–9, 23–24 | Teilbereich II Gesamtanlage siehe: Deidesheimer Straße 20–24 | 09011615 – Offenbacher Straße 23–24 / Laubacher Straße 36, Mietshaus, 1912–1913 von Carl Horst                                                               |                                     |
| 09011506 | Spessartstraße 4–5 | Teilbereich III | Bestandteile des Ensembles: | Bestandteile des Ensembles:         |
| 09011506 | Spessartstraße 4–5 | Teilbereich III | 09011616 – Spessartstraße 4, Mietshaus, 1914 von Julius Schüler (Grundriss) und Paul Jatzow (Fassade)                                                        |                                     |
| 09011506 | Spessartstraße 4–5 | Teilbereich III | 09011617 – Spessartstraße 5, Mietshaus, 1913–1914 von Martin Friedeberg (Grundriss) und Paul Jatzow (Fassade)                                                |                                     |
| 09011506 | Burgunder Straße 1–2 Hanauer Straße 80 Laubacher Straße 31–33 Spessartstraße 23 | Teilbereich IV | Bestandteile des Ensembles: | Bestandteile des Ensembles:         |
| 09011506 | Burgunder Straße 1–2 Hanauer Straße 80 Laubacher Straße 31–33 Spessartstraße 23 | Teilbereich IV | 09011618 – Burgunder Straße 1 / Laubacher Straße 33, Mietshaus, 1912–1913 von Bernhard Wilhelm                                                               |                                     |
| 09011506 | Burgunder Straße 1–2 Hanauer Straße 80 Laubacher Straße 31–33 Spessartstraße 23 | Teilbereich IV | 09011619 – Burgunder Straße 2, Mietshaus, 1914–1915 von G. Lorenz (?) (Grundriss) und Paul Jatzow (Fassade)                                                  |                                     |
| 09011506 | Burgunder Straße 1–2 Hanauer Straße 80 Laubacher Straße 31–33 Spessartstraße 23 | Teilbereich IV | 09011620 – Hanauer Straße 80 / Laubacher Straße 31 / Spessartstraße 23, Mietshaus, 1912–1913 von Paul Jatzow (Fassade)                                       |                                     |
| 09011506 | Burgunder Straße 1–2 Hanauer Straße 80 Laubacher Straße 31–33 Spessartstraße 23 | Teilbereich IV | 09011621 – Laubacher Straße 32, Mietshaus, 1912 von Heinrich Manglus (Grundriss) und Paul Jatzow (Fassade)                                                   |                                     |
| 09011560 | Württembergische Straße 11–24 Pommersche Straße 7–9 Sächsische Straße 21–27 Wittelsbacherstraße 15A, 33–37 Zähringerstraße 1A–5, 38–39G (Lage) | Wohnanlagen Baudenkmale siehe: Württembergische Straße 11–14 Zähringerstraße 1A–2 | Weitere Bestandteile des Ensembles: | Weitere Bestandteile des Ensembles: |
| 09011560 | Württembergische Straße 11–24 Pommersche Straße 7–9 Sächsische Straße 21–27 Wittelsbacherstraße 15A, 33–37 Zähringerstraße 1A–5, 38–39G (Lage) | Wohnanlagen Baudenkmale siehe: Württembergische Straße 11–14 Zähringerstraße 1A–2 | 09011561 – Sächsische Straße 21–22 / Wittelsbacherstraße 1–2, Wohnblock, 1926 von Agathon Reimann                                                            |                                     |
| 09011560 | Württembergische Straße 11–24 Pommersche Straße 7–9 Sächsische Straße 21–27 Wittelsbacherstraße 15A, 33–37 Zähringerstraße 1A–5, 38–39G (Lage) | Wohnanlagen Baudenkmale siehe: Württembergische Straße 11–14 Zähringerstraße 1A–2 | 09011562 – Sächsische Straße 23–27 / Wittelsbacherstraße 36–37, Wohnblock, 1928 von Heinrich Iwan & Stephan von Zamojski                                     |                                     |
| 09011560 | Württembergische Straße 11–24 Pommersche Straße 7–9 Sächsische Straße 21–27 Wittelsbacherstraße 15A, 33–37 Zähringerstraße 1A–5, 38–39G (Lage) | Wohnanlagen Baudenkmale siehe: Württembergische Straße 11–14 Zähringerstraße 1A–2 | 09011563 – Württembergische Straße 15–20 / Wittelsbacherstraße 3–5A / Zähringerstraße 38–38A, Wohnblock, 1925 von Albert Geßner                              |                                     |
| 09011560 | Württembergische Straße 11–24 Pommersche Straße 7–9 Sächsische Straße 21–27 Wittelsbacherstraße 15A, 33–37 Zähringerstraße 1A–5, 38–39G (Lage) | Wohnanlagen Baudenkmale siehe: Württembergische Straße 11–14 Zähringerstraße 1A–2 | 09011564 – Württembergische Straße 21–24 / Zähringerstraße 3–5, Wohnblock, 1927 von Paul Zimmerreimer                                                        |                                     |
| 09011560 | Württembergische Straße 11–24 Pommersche Straße 7–9 Sächsische Straße 21–27 Wittelsbacherstraße 15A, 33–37 Zähringerstraße 1A–5, 38–39G (Lage) | Wohnanlagen Baudenkmale siehe: Württembergische Straße 11–14 Zähringerstraße 1A–2 | 09011565 – Zähringerstraße 39–40, Wohnblock, 1930 von Carl Stahl-Urach                                                                                       |                                     |
| 09011557 | Xantener Straße 5–7 (Lage) | Mietshäuser Baudenkmal siehe: Xantener Straße 5 | Weitere Bestandteile des Ensembles: | Weitere Bestandteile des Ensembles: |
| 09011557 | Xantener Straße 5–7 (Lage) | Mietshäuser Baudenkmal siehe: Xantener Straße 5 | 09011558 – Xantener Straße 6, Mietshaus, 1906–1907 von der Berliner Baugewerksgenossenschaft GmbH                                                            |                                     |
| 09011557 | Xantener Straße 5–7 (Lage) | Mietshäuser Baudenkmal siehe: Xantener Straße 5 | 09011559 – Xantener Straße 7, Mietshaus, 1906–1907 von der Berliner Baugewerksgenossenschaft GmbH                                                            |                                     |

## Denkmalbereiche (Gesamtanlagen)
| Nr.                | Lage | Offizielle Bezeichnung                                                                                           | Beschreibung | Bild |
| ------------------ | --- | --- | --- | --- |
| 09011395           | Albrecht-Achilles-Straße 9–13 Cicerostraße 49–49A Paulsborner Straße 82–85 Westfälische Straße 23–26 (Lage)                                                                                            | Wohnanlage | 1929–1930 von Moritz Ernst Lesser | |
| 09011397           | Am Volkspark 53/73 Hildegardstraße 8–13B Livländische Straße 2/10 Schrammstraße 5–8 (Lage) | Wohnanlage Am Volkspark, Schrammblock                                                                            | Wohnanlage, 1925–1930 von Jürgen Bachmann | |
| 09011397           | Am Volkspark 53/73 Hildegardstraße 8–13B Livländische Straße 2/10 Schrammstraße 5–8 (Lage) | Wohnanlage Am Volkspark, Schrammblock                                                                            | begrünte Tiefgaragen | |
| 09011397           | Am Volkspark 53/73 Hildegardstraße 8–13B Livländische Straße 2/10 Schrammstraße 5–8 (Lage) | Wohnanlage Am Volkspark, Schrammblock                                                                            | Terrassen und Innenhof, war ehemals eigenständiges Gartendenkmal                                                                                            | |
| 09011397           | Am Volkspark 53/73 Hildegardstraße 8–13B Livländische Straße 2/10 Schrammstraße 5–8 (Lage) | Wohnanlage Am Volkspark, Schrammblock                                                                            | Vorgärten | |
| 09011398           | Bayerische Straße 16–17, 20–23 Wittelsbacherstraße 9–10A, 27–29 Zähringerstraße 33 (Lage) | Wohnblöcke | Wohnanlage (Bayerische Ecke Zähringerstraße), 1926 von Heinrich Iwan & Stephan von Zamojski                                                                 | |
| 09011398           | Bayerische Straße 16–17, 20–23 Wittelsbacherstraße 9–10A, 27–29 Zähringerstraße 33 (Lage) | Wohnblöcke | Wohnanlage (nordöstliche Ecke) | |
| 09011398           | Bayerische Straße 16–17, 20–23 Wittelsbacherstraße 9–10A, 27–29 Zähringerstraße 33 (Lage) | Wohnblöcke | Wohnanlage (südöstliche Ecke) | |
| 09011398           | Bayerische Straße 16–17, 20–23 Wittelsbacherstraße 9–10A, 27–29 Zähringerstraße 33 (Lage) | Wohnblöcke | Wohnanlage (südwestliche Ecke) | |
| 09011399           | Binger Straße 75–77A Johannisberger Straße 12–14 Nauheimer Straße 46–46A (Lage) | Wohnblock Bestandteil des Ensembles: Wohnanlage Binger Straße                                                    | 2 Wohnzeilen, 1930 von Alfred Gerschel | |
| 09011400           | Borkumer Straße 1–2, 4–11, 13–13A, 15–21A, 23–27, 29–31 Beverstedter Weg 1–8 Harlinger Straße 1–6 Helgolandstraße 7–14 Norderneyer Straße 10–16 Sylter Straße 1–18 Zoppoter Straße 13/15, 21/25 (Lage) | Siedlung des Beamtenwohnungsvereins zu Köpenick Für weitere Bestandteile des Gesamtdenkmals siehe: Schmargendorf | 3 Wohnblöcke entlang der Borkumer Straße, 1925–1931 von Kaiser & Wagenknecht und 1938–1939 von Walter Kaas                                                  | |
| 09011400           | Borkumer Straße 1–2, 4–11, 13–13A, 15–21A, 23–27, 29–31 Beverstedter Weg 1–8 Harlinger Straße 1–6 Helgolandstraße 7–14 Norderneyer Straße 10–16 Sylter Straße 1–18 Zoppoter Straße 13/15, 21/25 (Lage) | Siedlung des Beamtenwohnungsvereins zu Köpenick Für weitere Bestandteile des Gesamtdenkmals siehe: Schmargendorf | Wohnzeile im Hufeisen | |
| 09011400           | Borkumer Straße 1–2, 4–11, 13–13A, 15–21A, 23–27, 29–31 Beverstedter Weg 1–8 Harlinger Straße 1–6 Helgolandstraße 7–14 Norderneyer Straße 10–16 Sylter Straße 1–18 Zoppoter Straße 13/15, 21/25 (Lage) | Siedlung des Beamtenwohnungsvereins zu Köpenick Für weitere Bestandteile des Gesamtdenkmals siehe: Schmargendorf | Gasleuchten im Straßenraum | |
| 09011400           | Borkumer Straße 1–2, 4–11, 13–13A, 15–21A, 23–27, 29–31 Beverstedter Weg 1–8 Harlinger Straße 1–6 Helgolandstraße 7–14 Norderneyer Straße 10–16 Sylter Straße 1–18 Zoppoter Straße 13/15, 21/25 (Lage) | Siedlung des Beamtenwohnungsvereins zu Köpenick Für weitere Bestandteile des Gesamtdenkmals siehe: Schmargendorf | Betonlitfaßsäule, Zoppoter Straße | |
| 09011400           | Borkumer Straße 1–2, 4–11, 13–13A, 15–21A, 23–27, 29–31 Beverstedter Weg 1–8 Harlinger Straße 1–6 Helgolandstraße 7–14 Norderneyer Straße 10–16 Sylter Straße 1–18 Zoppoter Straße 13/15, 21/25 (Lage) | Siedlung des Beamtenwohnungsvereins zu Köpenick Für weitere Bestandteile des Gesamtdenkmals siehe: Schmargendorf | Betonlitfaßsäule, Sylter Straße | |
| 09011423           | Brienner Straße 7–8 Berliner Straße 68 (Lage) | Wilmersdorfer Moschee                                                                                            | 1924–1925 von K. A. Herrmann | |
| 09011423           | Brienner Straße 7–8 Berliner Straße 68 (Lage) | Wilmersdorfer Moschee                                                                                            | Gemeindehaus | |
| 09011401           | Bundesallee 216–219 (Lage) | Bundeshaus | Bundeshaus, 1893–1895 von Bernhardt & Wieczorek | |
| 09011401           | Bundesallee 216–219 (Lage) | Bundeshaus | Verwaltungsgebäude | |
| 09011401           | Bundesallee 216–219 (Lage) | Bundeshaus | Wohnhaus mit Schuppen | |
| 09011401           | Bundesallee 216–219 (Lage) | Bundeshaus | Alte Garage | |
| 09011401           | Bundesallee 216–219 (Lage) | Bundeshaus | Neue Garage | |
| 09011553           | Deidesheimer Straße 20–24 Ahrweilerstraße 34–36 Homburger Straße 6, 10 Laubacher Straße 38 (Lage) | Wohnanlage Bestandteil des Ensembles: Gartenterrassenstadt Rheinisches Viertel                                   | Wohnzeile (Deidesheimer Straße), 1925–1926 von Heinrich Straumer und Richard Binder                                                                         | |
| 09011553           | Deidesheimer Straße 20–24 Ahrweilerstraße 34–36 Homburger Straße 6, 10 Laubacher Straße 38 (Lage) | Wohnanlage Bestandteil des Ensembles: Gartenterrassenstadt Rheinisches Viertel                                   | Wohnzeile (Ahrweilerstraße) | |
| 09011553           | Deidesheimer Straße 20–24 Ahrweilerstraße 34–36 Homburger Straße 6, 10 Laubacher Straße 38 (Lage) | Wohnanlage Bestandteil des Ensembles: Gartenterrassenstadt Rheinisches Viertel                                   | Torhaus (Homburger Straße 6) | |
| 09011459           | Düsseldorfer Straße 33–36 (Lage) | Wohnanlage | 1929–1931 von Albert Gessner | |
| 09011460           | Düsseldorfer Straße 37–39 Brandenburgische Straße 26–26A (Lage) | Wohnanlage und Bürogebäude                                                                                       | 2 Wohnzeilen, 1937–1938 von Paul G. R. Baumgarten | |
| 09011460           | Düsseldorfer Straße 37–39 Brandenburgische Straße 26–26A (Lage) | Wohnanlage und Bürogebäude                                                                                       | Bürogebäude | |
| 09011460           | Düsseldorfer Straße 37–39 Brandenburgische Straße 26–26A (Lage) | Wohnanlage und Bürogebäude                                                                                       | Wohnhaus (Brandenburgische Straße) | |
| 09011460           | Düsseldorfer Straße 37–39 Brandenburgische Straße 26–26A (Lage) | Wohnanlage und Bürogebäude                                                                                       | Ehrenhof mit Grünfläche und Arbeiterdenkmal | |
| 09011460           | Düsseldorfer Straße 37–39 Brandenburgische Straße 26–26A (Lage) | Wohnanlage und Bürogebäude                                                                                       | Vorgärten an der Düsseldorfer Straße | |
| 09011680           | Düsseldorfer Straße 68, 68A, 69 (Lage) | Mietshaus mit Tiefgarage, Werkstatt und Tankstelle                                                               | Mietshaus, 1925–1927 von Wilhelm Keller und Rudolf Prömmel                                                                                                  | |
| 09011680           | Düsseldorfer Straße 68, 68A, 69 (Lage) | Mietshaus mit Tiefgarage, Werkstatt und Tankstelle                                                               | Tiefgarage | |
| 09011680           | Düsseldorfer Straße 68, 68A, 69 (Lage) | Mietshaus mit Tiefgarage, Werkstatt und Tankstelle                                                               | Werkstatt und Tankstelle | |
| 09011461           | Emser Straße 40–47 Düsseldorfer Straße 17–18 Pariser Straße 44 (Lage) | Wohnblock | 1932 von E. Paul Hetzer | |
| 09040629           | Fasanenstraße 62 (Lage) | Mietshaus | 1981–1984 von Gottfried Böhm, 1986 Verleihung des Pritzker-Architekturpreises                                                                               | |
| 09011462           | Gieselerstraße 1–7 Brandenburgische Straße 5 Sigmaringer Straße 31–32 Wegenerstraße 16 (Lage) | Gemeindeschule Wilmersdorf                                                                                       | Schulgebäude (Comeniusschule), 1897–1898 von Becker, Erweiterung 1908, Erweiterung 1911 von Otto Herrnring und Philipp Nitze                                | |
| 09011462           | Gieselerstraße 1–7 Brandenburgische Straße 5 Sigmaringer Straße 31–32 Wegenerstraße 16 (Lage) | Gemeindeschule Wilmersdorf                                                                                       | Erweiterung zur Brandenburgischen Straße | |
| 09011462           | Gieselerstraße 1–7 Brandenburgische Straße 5 Sigmaringer Straße 31–32 Wegenerstraße 16 (Lage) | Gemeindeschule Wilmersdorf                                                                                       | Schulbau zur Wegenerstraße (Hanns Fechner Grundschule) | |
| 09011463           | Hildegardstraße 19–22 Koblenzer Straße 25–27 Weimarische Straße 1–3 (Lage) | Wohnanlage Wilmersdorf des Beamtenwohnungsvereins                                                                | 9 Wohnhäuser, 1902–1903 von Erich Köhn | |
| 09011464           | Kurfürstendamm 153, 154–155B, 156 Albrecht-Achilles-Straße 2 Cicerostraße 55A, 56–63 (Lage) | WOGA-Komplex mit Universum-Kino                                                                                  | Universum-Kino, 1927–1928 von Erich Mendelsohn, 1978–1981 von Jürgen Sawade                                                                                 | |
| 09011464           | Kurfürstendamm 153, 154–155B, 156 Albrecht-Achilles-Straße 2 Cicerostraße 55A, 56–63 (Lage) | WOGA-Komplex mit Universum-Kino                                                                                  | Wohnanlage, 1927–1931 von Erich Mendelsohn | |
| 09011464           | Kurfürstendamm 153, 154–155B, 156 Albrecht-Achilles-Straße 2 Cicerostraße 55A, 56–63 (Lage) | WOGA-Komplex mit Universum-Kino                                                                                  | Wohnhaus an der Albrecht-Archilles-Straße | |
| 09011464           | Kurfürstendamm 153, 154–155B, 156 Albrecht-Achilles-Straße 2 Cicerostraße 55A, 56–63 (Lage) | WOGA-Komplex mit Universum-Kino                                                                                  | Apartmenthaus mit Garagen, 1926–1928 von Erich Mendelsohn                                                                                                   | |
| 09011464           | Kurfürstendamm 153, 154–155B, 156 Albrecht-Achilles-Straße 2 Cicerostraße 55A, 56–63 (Lage) | WOGA-Komplex mit Universum-Kino                                                                                  | ehem. Kabarett der Komiker, 1926–1928 von Erich Mendelsohn, 1964 von Sobotka & Müller                                                                       | |
| 09011464           | Kurfürstendamm 153, 154–155B, 156 Albrecht-Achilles-Straße 2 Cicerostraße 55A, 56–63 (Lage) | WOGA-Komplex mit Universum-Kino                                                                                  | Tennisplätze | |
| 09070016 (06/2022) | Lentzeallee 94 (Lage) | Max-Planck-Institut für Bildungsforschung                                                                        | Institutsgebäude, 1972–1974 von Hermann Fehling und Daniel Gogel                                                                                            | |
| 09070016 (06/2022) | Lentzeallee 94 (Lage) | Max-Planck-Institut für Bildungsforschung                                                                        | Grünanlagen und Höfe | |
| 09097886           | Prager Platz Aschaffenburger Straße Motzstraße Prager Platz 4–5 Prager Straße 13 Prinzregentenstraße 97 (Lage)                                                                                         | Prager Platz, IBA-Gebiet Prager Platz Erbaut anlässlich der Internationalen Bauausstellung 1987                  | Prinzregentenstraße 97, 1985–1991 von Carlo Aymonino | |
| 09097886           | Prager Platz Aschaffenburger Straße Motzstraße Prager Platz 4–5 Prager Straße 13 Prinzregentenstraße 97 (Lage)                                                                                         | Prager Platz, IBA-Gebiet Prager Platz Erbaut anlässlich der Internationalen Bauausstellung 1987                  | Prager Platz 4–5, 1985–1991 von Gottfried Böhm | |
| 09097886           | Prager Platz Aschaffenburger Straße Motzstraße Prager Platz 4–5 Prager Straße 13 Prinzregentenstraße 97 (Lage)                                                                                         | Prager Platz, IBA-Gebiet Prager Platz Erbaut anlässlich der Internationalen Bauausstellung 1987                  | Prager Straße 13, 1985–1991 von Rob Krier | |
| 09011555           | Rudolstädter Straße 94/108, 108A–108B, 110–110B, 112/124 Hoffmann-von-Fallersleben-Platz 2–3 Warneckstraße 2/10 (Lage)                                                                                 | Wohnanlage | Wohnzeile an der Warneckstraße, 1926–1928 von Albert Geßner                                                                                                 | |
| 09011555           | Rudolstädter Straße 94/108, 108A–108B, 110–110B, 112/124 Hoffmann-von-Fallersleben-Platz 2–3 Warneckstraße 2/10 (Lage)                                                                                 | Wohnanlage | Wohnzeile an der Rudolstädter Straße | |
| 09011550           | Südwestkorso (Lage) | Gartenstadt am Südwestkorso mit Künstlerkolonie                                                                  | Wohnanlagen, 1927–1933, 1938–1939 (Fertigstellung zum Teil erst 1950 und 1952–1953, Wiederaufbau 1949–1954) von Hans Altmann, Karl Roethele und weiteren... | Wohnanlagen, 1927–1933, 1938–1939 (Fertigstellung zum Teil erst 1950 und 1952–1953, Wiederaufbau 1949–1954) von Hans Altmann, Karl Roethele und weiteren... |
| 09011550           | Südwestkorso (Lage) | Gartenstadt am Südwestkorso mit Künstlerkolonie                                                                  | Gasleuchten | |
| 09011550           | Ludwig-Barnay-Platz 1–3 Bonner Straße 3–5 Laubenheimer Straße 15, 19, 23 Südwestkorso 45–48 | Gartenstadt am Südwestkorso mit Künstlerkolonie                                                                  | Wohnanlage nördlich vom Ludwig-Barnay-Platz, 1927–1928 von Paulus & Paulus für Gemeinnützige Heimstätten GmbH                                               | |
| 09011550           | Ludwig-Barnay-Platz 1–3 Bonner Straße 3–5 Laubenheimer Straße 15, 19, 23 Südwestkorso 45–48 | Gartenstadt am Südwestkorso mit Künstlerkolonie                                                                  | Mehrfamilienwohnhaus und Garagen | |
| 09011550           | Ludwig-Barnay-Platz 5–11 Bonner Straße 1–2 Kreuznacher Straße 32/40 Laubenheimer Straße 1/7 | Gartenstadt am Südwestkorso mit Künstlerkolonie                                                                  | Wohnanlage südlich vom Ludwig-Barnay-Platz, 1927–1928 von Paulus & Paulus für Gemeinnützige Heimstätten GmbH                                                | |
| 09011550           | Bonner Straße 6–14 Kreuznacher Straße 46/52 Steinrückweg 1/9 Südwestkorso 43–43A | Gartenstadt am Südwestkorso mit Künstlerkolonie                                                                  | Wohnanlage westlich vom Ludwig-Barnay-Platz, 1927–1928 von Paulus & Paulus für Gemeinnützige Heimstätten GmbH                                               | |
| 09011550           | Südwestkorso 55–56 Ahrweiler Straße 21–24 Bergheimer Straße 5/7 Wetzlarer Straße 4/6 | Gartenstadt am Südwestkorso mit Künstlerkolonie                                                                  | Wohnanlage, 1928–1929 von Jean Krämer für die „Heimat“ Bau- und Siedlungs AG                                                                                | |
| 09011550           | Wetzlarer Straße 8/12 Ahrweilerstraße 12–15 Geisenheimer Straße 26/34 Südwestkorso 52A–53A | Gartenstadt am Südwestkorso mit Künstlerkolonie                                                                  | Wohnanlage, 1928–1929 von Jean Krämer für die „Heimat“ Bau- und Siedlungs AG                                                                                | |
| 09011550           | Bergheimer Straße 2/6 Bergheimer Platz 4–5 Laubacher Straße 44–47 Südwestkorso 57–59 | Gartenstadt am Südwestkorso mit Künstlerkolonie                                                                  | Wohnanlage, 1929–1930 von Erich Bohne für die Heimstättensiedlung Berlin-Wilmersdorf                                                                        | |
| 09011550           | Geisenheimer Straße 2/14 Laubacher Straße 52A–56 Rauenthaler Straße 1/11 | Gartenstadt am Südwestkorso mit Künstlerkolonie                                                                  | Wohnanlage, 1929–1930 von Hans Kraffert für die „Heimat“ Bau- und Siedlungs AG                                                                              | |
| 09011550           | Geisenheimer Straße 2/14 Laubacher Straße 52A–56 Rauenthaler Straße 1/11 | Gartenstadt am Südwestkorso mit Künstlerkolonie                                                                  | „Mutter-Kind-Brunnen“, 1935–1940 von Arminius Hasemann | |
| 09011550           | Geisenheimer Straße 18/22 Ahrweilerstraße 16–17 Rauenthaler Straße 10 Wetzlarer Straße 9, 13 | Gartenstadt am Südwestkorso mit Künstlerkolonie                                                                  | Wohnanlage, 1929–1930 von Hans Kraffert für die „Heimat“ Bau- und Siedlungs AG                                                                              | |
| 09011550           | Wetzlarer Straße 15/25 Geisenheimer Straße 19/21 Laubenheimer Straße 10/14 Rauenthaler Straße 14/24 | Gartenstadt am Südwestkorso mit Künstlerkolonie                                                                  | Wohnanlage östlich vom Ludwig-Barnay-Platz, 1930–1931 von Josef Braun & Alfred Gunzenhauser für die „Heimat“ Bau- und Siedlungs AG                          | |
| 09011550           | Wetzlarer Straße 18/30 Geisenheimer Straße 25/33 Laubenheimer Straße 18/24 Südwestkorso 49A–50A | Gartenstadt am Südwestkorso mit Künstlerkolonie                                                                  | Wohnanlage, 1930–1931 von Heinrich Straumer für die „Heimat“ Bau- und Siedlungs AG                                                                          | |
| 09011550           | Marbacher Straße 4/18 Geisenheimer Straße 3/13A Kreuznacher Straße 10/20 Rauenthaler Straße 13/15 | Gartenstadt am Südwestkorso mit Künstlerkolonie                                                                  | Wohnanlage, 1930–1931 von Ernst Rossius-Rhyn für die „Heimat“ Bau- und Siedlungs AG                                                                         | |
| 09011550           | Marbacher Straße 4/18 Geisenheimer Straße 3/13A Kreuznacher Straße 10/20 Rauenthaler Straße 13/15 | Gartenstadt am Südwestkorso mit Künstlerkolonie                                                                  | Nachkriegs-Ergänzungsbauten | |
| 09011550           | Marbacher Straße 7/15 Kreuznacher Straße 22/28 Laubenheimer Straße 4/8 Rauenthaler Straße 21/25 | Gartenstadt am Südwestkorso mit Künstlerkolonie                                                                  | Wohnanlage, 1930–1931 von Georg Schmidt für die „Heimat“ Bau- und Siedlungs AG                                                                              | |
| 09011550           | Marbacher Straße 7/15 Kreuznacher Straße 22/28 Laubenheimer Straße 4/8 Rauenthaler Straße 21/25 | Gartenstadt am Südwestkorso mit Künstlerkolonie                                                                  | Nachkriegs-Ergänzungsbauten | |
| 09011550           | Laubacher Straße 48–50A Ahrweilerstraße 18–19A Bergheimer Platz 1–2 Rauenthaler Straße 2/6 Wetzlarer Straße 1/5                                                                                        | Gartenstadt am Südwestkorso mit Künstlerkolonie                                                                  | Wohnanlage, 1930–1931 von Georg Schmidt für die „Heimat“ Bau- und Siedlungs AG                                                                              | |
| 09011550           | Südwestkorso 27–29 Geisenheimer Straße 35/43 Laubenheimer Straße 26/30 Markobrunner Straße 15/23 | Gartenstadt am Südwestkorso mit Künstlerkolonie                                                                  | Wohnanlage, 1930–1931 von Hans Kraffert für die „Heimat“ Bau- und Siedlungs AG                                                                              | |
| 09011550           | Markobrunner Straße 1–3, 5/9 Ahrweilerstraße 10–11 Geisenheimer Straße 38/44 Südwestkorso 24–26 | Gartenstadt am Südwestkorso mit Künstlerkolonie                                                                  | Wohnanlage, 1930–1931 von Hans Jessen für die „Heimat“ Bau- und Siedlungs AG                                                                                | |
| 09011550           | Geisenheimer Straße 45/57 Markobrunner Straße 14/18C Rüdesheimer Straße 15/23B | Gartenstadt am Südwestkorso mit Künstlerkolonie                                                                  | Wohnanlage, 1932–1933 von Fritz Buck für die „Heimat“ Bau- und Siedlungs AG                                                                                 | |
| 09011550           | Rüdesheimer Straße 25/29 Laubenheimer Straße 34/36 Markobrunner Straße 20/24 | Gartenstadt am Südwestkorso mit Künstlerkolonie                                                                  | Wohnanlage, 1938 von Karl Rothe für die Vorsorge-Versicherungs AG                                                                                           | |
| 09011550           | Laubenheimer Straße 29/39 Lorcher Straße 2/10 Rüdesheimer Straße 33/37 Südwestkorso 30–32 | Gartenstadt am Südwestkorso mit Künstlerkolonie                                                                  | Wohnzeile, 1938–1939 von Heinrich Iwan & Stephan von Zamojski für die Wohnstättengesellschaft                                                               | |
| 09011550           | Laubenheimer Straße 29/39 Lorcher Straße 2/10 Rüdesheimer Straße 33/37 Südwestkorso 30–32 | Gartenstadt am Südwestkorso mit Künstlerkolonie                                                                  | 2 Nachkriegs-Ergänzungsbauten | |
| 09011550           | Ahrweilerstraße 25–27 Südwestkorso 20–23 Wiesbadener Straße 75–77 | Gartenstadt am Südwestkorso mit Künstlerkolonie                                                                  | Wohnanlage, 1938–1952 von Hugo Virchow für die Gehag | |
| 09011550           | Ahrweilerstraße 25–27 Südwestkorso 20–23 Wiesbadener Straße 75–77 | Gartenstadt am Südwestkorso mit Künstlerkolonie                                                                  | Mehrfamilienwohnhaus | |
| 09011550           | Wiesbadener Straße 69–74 Ahrweilerstraße 7–9 Geisenheimer Straße 46/58 Markobrunner Straße 4/12 | Gartenstadt am Südwestkorso mit Künstlerkolonie                                                                  | Wohnanlage, 1938–1952 für die Gehag | |
| 09011551           | Triberger Straße 1–10 Aßmannshauser Straße 19–24A Hanauer Straße 67–71 Siegburger Straße 10–16 (Lage)                                                                                                  | Wohnanlage mit Ein- und Mehrfamilienhäusern                                                                      | 2 Wohnzeilen (Triberger Straße), nach 1922–1923 von Otto Rudolf Salvisberg                                                                                  | |
| 09011551           | Triberger Straße 1–10 Aßmannshauser Straße 19–24A Hanauer Straße 67–71 Siegburger Straße 10–16 (Lage)                                                                                                  | Wohnanlage mit Ein- und Mehrfamilienhäusern                                                                      | Wohnzeile (Siegburger Straße) | |
| 09011551           | Triberger Straße 1–10 Aßmannshauser Straße 19–24A Hanauer Straße 67–71 Siegburger Straße 10–16 (Lage)                                                                                                  | Wohnanlage mit Ein- und Mehrfamilienhäusern                                                                      | Doppelhaus (Hanauer Straße 67–68) | |
| 09011551           | Triberger Straße 1–10 Aßmannshauser Straße 19–24A Hanauer Straße 67–71 Siegburger Straße 10–16 (Lage)                                                                                                  | Wohnanlage mit Ein- und Mehrfamilienhäusern                                                                      | Einfamilienhaus mit Garage (Hanauer Straße 69) | |
| 09011551           | Triberger Straße 1–10 Aßmannshauser Straße 19–24A Hanauer Straße 67–71 Siegburger Straße 10–16 (Lage)                                                                                                  | Wohnanlage mit Ein- und Mehrfamilienhäusern                                                                      | Doppelhaus mit Garage (Hanauer Straße 70–71) | |
| 09011551           | Triberger Straße 1–10 Aßmannshauser Straße 19–24A Hanauer Straße 67–71 Siegburger Straße 10–16 (Lage)                                                                                                  | Wohnanlage mit Ein- und Mehrfamilienhäusern                                                                      | Einfamilienhaus (Siegburger Straße 10) | |
| 09011551           | Triberger Straße 1–10 Aßmannshauser Straße 19–24A Hanauer Straße 67–71 Siegburger Straße 10–16 (Lage)                                                                                                  | Wohnanlage mit Ein- und Mehrfamilienhäusern                                                                      | Doppelwohnhaus (Aßmannshauser Straße 19–19A) | |
| 09011551           | Triberger Straße 1–10 Aßmannshauser Straße 19–24A Hanauer Straße 67–71 Siegburger Straße 10–16 (Lage)                                                                                                  | Wohnanlage mit Ein- und Mehrfamilienhäusern                                                                      | 3 Doppelwohnhäuser (Aßmannshauser Straße 19–21A) | |
| 09011551           | Triberger Straße 1–10 Aßmannshauser Straße 19–24A Hanauer Straße 67–71 Siegburger Straße 10–16 (Lage)                                                                                                  | Wohnanlage mit Ein- und Mehrfamilienhäusern                                                                      | 3 Doppelwohnhäuser (Aßmannshauser Straße 22–24A) | |
| 09097895 (03/2023) | Wiesbadener Straße 18 (Lage) | Internationales Begegnungszentrum der Wissenschaft (IBZ)                                                         | Wohnheim, 1980–1983 von Otto Steidle mit Siegwart Geiger, Hans Kohl, Alexander Lux, Roland Sommerer                                                         | |
| 09097895 (03/2023) | Wiesbadener Straße 18 (Lage) | Internationales Begegnungszentrum der Wissenschaft (IBZ)                                                         | Tiefgarage | |
| 09097895 (03/2023) | Wiesbadener Straße 18 (Lage) | Internationales Begegnungszentrum der Wissenschaft (IBZ)                                                         | Vorgarten und Freiflächen im Hofbereich | |
| 09011552           | Wilhelmsaue 124–125, 127–128 Schoelerpark 1–12A, 14–19 Straße am Schoelerpark 22/30 (Lage) | Wohnanlage am Schoelerpark                                                                                       | 2 Wohnzeilen 1930 von Fritz Buck | |
| 09011552           | Wilhelmsaue 124–125, 127–128 Schoelerpark 1–12A, 14–19 Straße am Schoelerpark 22/30 (Lage) | Wohnanlage am Schoelerpark                                                                                       | Vorgärten | |
| 09075292           | Zoppoter Straße 33/37, 63 Lentzeallee 76 (Lage) | Landwirtschaftliche Hochschule Für weitere Bestandteile des Gesamtdenkmals siehe: Schmargendorf                  | Zoppoter Straße 33/35, 1921–1929 von Heinrich Straumer | |
| 09075292           | Zoppoter Straße 33/37, 63 Lentzeallee 76 (Lage) | Landwirtschaftliche Hochschule Für weitere Bestandteile des Gesamtdenkmals siehe: Schmargendorf                  | Zoppoter Straße 37 | |
| 09075292           | Zoppoter Straße 33/37, 63 Lentzeallee 76 (Lage) | Landwirtschaftliche Hochschule Für weitere Bestandteile des Gesamtdenkmals siehe: Schmargendorf                  | Zoppoter Straße 63 | |
| 09075292           | Zoppoter Straße 33/37, 63 Lentzeallee 76 (Lage) | Landwirtschaftliche Hochschule Für weitere Bestandteile des Gesamtdenkmals siehe: Schmargendorf                  | Lentzeallee 76 | |
| 09075292           | Zoppoter Straße 33/37, 63 Lentzeallee 76 (Lage) | Denkmalverlust:                                                                                                  | Gelände an der Lentzeallee 78/86 wurde 201? überbaut und Nebengebäude abgerissen                                                                            | |

## Baudenkmale
| Nr.                | Lage | Offizielle Bezeichnung                                                                                              | Beschreibung | Bild |
| ------------------ | --- | --- | --- | ---- |
| 09011402           | Ahrweilerstraße 30 Landauer Straße 9 (Lage)                                                                            | Mietshaus Bestandteil des Ensembles: Gartenterrassenstadt Rheinisches Viertel                                       | 1911 von Franz Helding (Grundriss) und Paul Jatzow (Fassade) |      |
| 09011403           | Ahrweilerstraße 31 Landauer Straße 8 (Lage)                                                                            | Mietshaus Bestandteil des Ensembles: Gartenterrassenstadt Rheinisches Viertel                                       | 1910–1911 von Alfred Lehmann (Grundriss) und Paul Jatzow (Fassade) |      |
| 09011404           | Albrecht-Achilles-Straße 62–64 (Lage)                                                                                  | Krankenhaus, Landesversorgungsamt Berlin, Finanzamt Wilmersdorf                                                     | 1938–1940 von Martin Braunstorfinger und Felix Halmbach |      |
| 09011405           | Aßmannshauser Straße 4–6 Nauheimer Straße 1 (Lage)                                                                     | Klinik für Zahn-, Kiefer- und Mundheilkunde                                                                         | 1954–1955 von Rudolf Ullrich & E. Neubarth |      |
| 09011405           | Aßmannshauser Straße 4–6 Nauheimer Straße 1 (Lage)                                                                     | Klinik für Zahn-, Kiefer- und Mundheilkunde                                                                         | Shedhalle |      |
| 09011406           | Ballenstedter Straße 17 (Lage)                                                                                         | Landhaus | 1922–1923 von Paul Stephanowitz |      |
| 09011407           | Bergheimer Platz 2A (Lage)                                                                                             | Kath. St. Marienkirche (Unbefleckte Empfängnis)                                                                     | 1913–1914 von Christoph Hehl und Carl Kühn |      |
| 09011408           | Bergheimer Straße 1/3 (Lage)                                                                                           | Gemeindehaus | 1929–1930 von Carl Kühn |      |
| 09046375           | Berliner Straße 76 Hohenzollerndamm 166 (Lage)                                                                         | Russisch-orthodoxe Christi-Auferstehungs-Kathedrale                                                                 | 1936–1937 von Ministerialrat Schellberg und Ministerialrat von Hertzberg |      |
| 09011409           | Berliner Straße 81 Kalischer Straße 5 (Lage)                                                                           | Krematorium | Krematorium, 1914–1923 von Otto Herrnring und Walter Bettenstaedt, Auf dem Friedhof Wilmersdorf |      |
| 09011409           | Berliner Straße 81 Kalischer Straße 5 (Lage)                                                                           | Krematorium | Eingang |      |
| 09011409           | Berliner Straße 81 Kalischer Straße 5 (Lage)                                                                           | Krematorium | Urnenhalle |      |
| 09011410           | Binger Straße 10–15 Homburger Straße 50/54 Nauheimer Straße 41–41A Schlangenbader Straße 85–92 (Lage)                  | Wohnblock Bestandteil des Ensembles: Binger Straße                                                                  | 1927–1928 von Georg Pötschke |      |
| 09011411           | Binger Straße 39 (Lage)                                                                                                | Mietshaus | 1926 von Siegfried Latté |      |
| 09011412           | Binger Straße 40 (Lage)                                                                                                | Haus Euler | 1926–1927 von Adolph Mattheus |      |
| 09011413           | Binger Straße 51–52 (Lage)                                                                                             | Landhaus | 1924–1925 von Mebes & Emmerich |      |
| 09011414           | Binger Straße 53 (Lage)                                                                                                | Landhaus Dr. Brunn                                                                                                  | 1927 von Otto Rudolf Salvisberg (siehe auch Gartendenkmal Landhausgarten) |      |
| 09011415           | Binger Straße 63 (Lage)                                                                                                | Landhaus | 1923–1925 von Erich Köhn |      |
| 09011416           | Blissestraße 22 Mannheimer Straße (Lage)                                                                               | Oberrealschule Wilmersdorf mit Direktorenwohnhaus (heute Friedrich-Ebert-Oberschule und Peter-A.-Silbermann-Schule) | 1910–1912 von Otto Herrnring und Philipp Nitze |      |
| 09011416           | Blissestraße 22 Mannheimer Straße (Lage)                                                                               | Oberrealschule Wilmersdorf mit Direktorenwohnhaus (heute Friedrich-Ebert-Oberschule und Peter-A.-Silbermann-Schule) | Direktorenwohnhaus |      |
| 09011417           | Brabanter Straße 18–20 (Lage)                                                                                          | Büro- und Geschäftshaus                                                                                             | 1929–1930 von Fritz Hambrock |      |
| 09011418           | Brandenburgische Straße (Lage)                                                                                         | Toilettenhaus am Preußenpark                                                                                        | um 1910 von Otto Herrnring |      |
| 09097860           | Brandenburgische Straße (Lage)                                                                                         | U-Bahnhof Konstanzer Straße                                                                                         | 1969–1973, Eröffnung 1978 von Rainer Gerhard Rümmler |      |
| 09097860           | Brandenburgische Straße (Lage)                                                                                         | U-Bahnhof Konstanzer Straße                                                                                         | 2 U-Bahneingänge nach Süd-Osten |      |
| 09011419           | Brandenburgische Straße 12–14 Sächsische Straße 35–37 (Lage)                                                           | Mietshaus | 1936 von Heinrich Straumer |      |
| 09011420           | Brandenburgische Straße 36 Paulsborner Straße 1 (Lage)                                                                 | Haus der Deutschen Klassenlotterie                                                                                  | 1954–1956 von Döhring (Sondervermögens- und Bauverwaltung der Dt. Klassenlotterie) |      |
| 09011421           | Brandenburgische Straße 72 (Lage)                                                                                      | Mietshaus, Remise                                                                                                   | 1893–1894 von Wilhelm Päpper |      |
| 09011421           | Brandenburgische Straße 72 (Lage)                                                                                      | Mietshaus, Remise                                                                                                   | Remise |      |
| 09011422           | Brandenburgische Straße 86–87 Berliner Straße 42 (Lage)                                                                | Genossenschaftshaus Wilmersdorf                                                                                     | Büro- und Geschäftshaus, 1952–1954 von Arthur Poeschla |      |
| 09011424           | Bundesallee 1–12 Schaperstraße 26 (Lage)                                                                               | Joachimsthalsches Gymnasium (heute Universität der Künste Berlin)                                                   | 1875–1880 von Heinrich Strack d. J. und Ludwig Giersberg |      |
| 09011425           | Bundesallee 29–30 Güntzelstraße (Lage)                                                                                 | ADAC-Haus | 1960–1961 von Willy Kreuer |      |
| 09011426           | Bundesallee 57–58 (Lage)                                                                                               | Großhandels- und Lagerei-Berufsgenossenschaft                                                                       | 1925–1926 von Otto Walter und Paulus & Paulus |      |
| 09011427           | Bundesallee 221 (Lage)                                                                                                 | Mietshaus | 1897 von S. Kuznitzky |      |
| 09011427           | Bundesallee 221 (Lage)                                                                                                 | Mietshaus | Mosaikpflasterung im Eingangsbereich |      |
| 09011428           | Detmolder Straße 5 (Lage)                                                                                              | Mietshaus | 1901–1902 von Hugo Mahrenholz |      |
| 09011429           | Detmolder Straße 17–18 Blissestraße 67 Koblenzer Straße 10A (Lage)                                                     | Vater-Unser-Kirche                                                                                                  | Kirche, 1959 von Werner March |      |
| 09011429           | Detmolder Straße 17–18 Blissestraße 67 Koblenzer Straße 10A (Lage)                                                     | Vater-Unser-Kirche                                                                                                  | Campanile |      |
| 09011429           | Detmolder Straße 17–18 Blissestraße 67 Koblenzer Straße 10A (Lage)                                                     | Vater-Unser-Kirche                                                                                                  | Gemeindehaus, 1912 von Otto Herrnring |      |
| 09011430           | Duisburger Straße 7 (Lage)                                                                                             | Mietshaus | 1910–1911 von Ernst Schrader |      |
| 09011431           | Durlacher Straße 15 (Lage)                                                                                             | Restaurant Bieberbau                                                                                                | Restaurant, 1893–1894 von Wilhelm Walther, Bildhauer Richard Bieber |      |
| 09011431           | Durlacher Straße 15 (Lage)                                                                                             | Restaurant Bieberbau                                                                                                | Wohnhaus In dem Atelier- und Wohnhaus Zum Bieber (Nr. 15/15a, früher Nr. 14/15) arbeiteten und/oder wohnten in der ersten Hälfte des 20. Jahrhunderts die Künstler Ernst Ludwig Kirchner, Max Pechstein, Gerhard Marcks, Richard Scheibe, Clara Siewert und Elisabeth Siewert. |      |
| 09011432           | Eisenzahnstraße 19–27 Mansfelder Straße 52/54 Westfälische Straße 79–80 (Lage)                                         | Wohnblock | 1929–1930 von Jean Krämer |      |
| 09011433           | Eisenzahnstraße 47–48 (Lage)                                                                                           | 3. Höhere Mädchenschule Wilmersdorf, Otto-von-Guericke-Oberschule                                                   | 1911–1913 von Philipp Nitze |      |
| 09011434           | Eisenzahnstraße 64 (Lage)                                                                                              | Mietshaus | 1908 von Max Vogeler |      |
| 09011435           | Emser Straße 12–13 (Lage)                                                                                              | Vereinshaus der Provinzial-Großloge                                                                                 | 1911–1913 von Max Grünfeld |      |
| 09011435           | Emser Straße 12–13 (Lage)                                                                                              | Vereinshaus der Provinzial-Großloge                                                                                 | Festsaal |      |
| 09011436           | Emser Straße 50 (Lage)                                                                                                 | Fichte-Gymnasium (heute: Johann-Peter-Hebel-Grundschule)                                                            | 1909 von Otto Herrnring |      |
| 09011437           | Fasanenstraße 35 (Lage)                                                                                                | Villa | 1890 von Kayser & v. Großheim |      |
| 09011438           | Fasanenstraße 39 (Lage)                                                                                                | Mietshaus | 1902–1903 von Hans Grisebach |      |
| 09011632           | Fehrbelliner Platz Barstraße Brandenburgische Straße Hohenzollerndamm (Lage)                                           | Kreuzungsbahnhof U3/U7 Fehrbelliner Platz                                                                           | Bahnsteig U3, 1911–1913 von Wilhelm Leitgebel |      |
| 09011632           | Fehrbelliner Platz Barstraße Brandenburgische Straße Hohenzollerndamm (Lage)                                           | Kreuzungsbahnhof U3/U7 Fehrbelliner Platz                                                                           | Bahnsteig U7, 1968–1971 von Rainer Gerhard Rümmler |      |
| 09011632           | Fehrbelliner Platz Barstraße Brandenburgische Straße Hohenzollerndamm (Lage)                                           | Kreuzungsbahnhof U3/U7 Fehrbelliner Platz                                                                           | Eingangspavillon, 1968–1971 von Rainer Gerhard Rümmler |      |
| 09011632           | Fehrbelliner Platz Barstraße Brandenburgische Straße Hohenzollerndamm (Lage)                                           | Kreuzungsbahnhof U3/U7 Fehrbelliner Platz                                                                           | 5 weitere Eingänge |      |
| 09011632           | Fehrbelliner Platz Barstraße Brandenburgische Straße Hohenzollerndamm (Lage)                                           | Kreuzungsbahnhof U3/U7 Fehrbelliner Platz                                                                           | Kiosk |      |
| 09011439           | Fehrbelliner Platz 1 Hohenzollerndamm 30–31 Württembergische Straße 5 (Lage)                                           | Rudolf-Karstadt-AG & Landesverwaltungsamt & Versorgungsamt des Bundes und der Länder & Statistisches Landesamt      | 1935–1936 von Philipp Schäfer |      |
| 09011440           | Fehrbelliner Platz 2 (Lage)                                                                                            | Nordstern-Lebensversicherung                                                                                        | 1935–1936 von Otto Firle |      |
| 09011441           | Fehrbelliner Platz 3 Barstraße 57–61 Brandenburgische Straße 68 Mannheimer Straße Mansfelder Straße 6 (Lage)           | ehem. Reichs-Getreidestelle                                                                                         | 1935–1938 von der Reichsbaudirektion Berlin |      |
| 09011442           | Fehrbelliner Platz 4 Barstraße Brienner Straße 16 Hohenzollerndamm Mansfelder Straße 8 (Lage)                          | ehem. Deutsche Arbeitsfront, Rathaus Wilmersdorf                                                                    | 1941–1943 von A. Remmelmann |      |
| 09011442           | Fehrbelliner Platz 4 Barstraße Brienner Straße 16 Hohenzollerndamm Mansfelder Straße 8 (Lage)                          | ehem. Deutsche Arbeitsfront, Rathaus Wilmersdorf                                                                    | Rotunde |      |
| 09011443           | Gasteiner Straße 9–10 Fechnerstraße 11 (Lage)                                                                          | Mietshaus | 1903–1904 von Wilhelm Bielicke |      |
| 09011444           | Gasteiner Straße 19–20 (Lage)                                                                                          | Feuerwache Wilmersdorf                                                                                              | 1908 von Philipp Nitze |      |
| 09011445           | Gasteiner Straße 21–25 Uhlandstraße 91–93 (Lage)                                                                       | Victoria-Luise-Lyzeum, Goethe-Gymnasium                                                                             | 1903–1904 von Otto Herrnring |      |
| 09011446           | Güntzelstraße 54 (Lage)                                                                                                | Mietshaus | 1910–1911 von Ludwig Rosin und Hanns Sternberg |      |
| 09011447           | Hanauer Straße 63 (Lage)                                                                                               | Männerheim der Heilsarmee                                                                                           | 1926–1928 von K. A. Herrmann |      |
| 09011633           | Heidelberger Platz (Lage)                                                                                              | U-Bahnhof Heidelberger Platz                                                                                        | 1911–1913 von Wilhelm Leitgebel |      |
| 09011448           | Heidelberger Platz 3 Aßmannshauser Straße 1 Johannisberger Straße (Lage)                                               | Springer Verlag | 1936 von Emil Rüster |      |
| 09011449           | Hildegardstraße 3–3A (Lage)                                                                                            | Heilig-Kreuz-Kirche                                                                                                 | 1910–1912 von Max Hasak |      |
| 09011514           | Hohenzollerndamm 29 Sächsische Straße 30 (Lage)                                                                        | Wiemer & Trachte, Verwaltungsgebäude                                                                                | 1936–1937 von Philipp Schaefer |      |
| 09011514           | Hohenzollerndamm 29 Sächsische Straße 30 (Lage)                                                                        | Wiemer & Trachte, Verwaltungsgebäude                                                                                | Erweiterung, 1938 von Hugo Constantin Bartels |      |
| 09011450           | Hohenzollerndamm 35–36 Mansfelder Straße 24 (Lage)                                                                     | Ledigenwohnheim | 1929 von Hans Scharoun und Georg Jacobowitz |      |
| 09011451           | Hohenzollerndamm 44 (Lage)                                                                                             | BV-Aral, Verwaltungsgebäude                                                                                         | 1939 von Charles du Vinage und Erich Karweik |      |
| 09011452           | Hohenzollerndamm 45 Eisenzahnstraße (Lage)                                                                             | Verwaltungsgebäude                                                                                                  | 1938–1939 von Carl Theodor Brodführer |      |
| 09011452           | Hohenzollerndamm 45 Eisenzahnstraße (Lage)                                                                             | Verwaltungsgebäude                                                                                                  | Erweiterungsbau in der Eisenzahnstraße, 1953 von der Abteilung Hoch- und Tiefbau der Berliner Wasserwerke |      |
| 09011453           | Hohenzollerndamm 46–47 Cicerostraße Seesener Straße (Lage)                                                             | Verwaltungsgebäude                                                                                                  | Hauptgebäude, 1938–1939 von Carl Theodor Brodführer (ausgenommen Neubauteil Hohenzollerndamm 47) |      |
| 09011453           | Hohenzollerndamm 46–47 Cicerostraße Seesener Straße (Lage)                                                             | Verwaltungsgebäude                                                                                                  | 2 Verwaltungsflügel |      |
| 09011556           | Hohenzollerndamm 181–182 Sächsische Straße 32–33 (Lage)                                                                | Mietshaus | 1935–1936 von Mebes & Emmerich |      |
| 09011455           | Hohenzollerndamm 202–203 Nassauische Straße 66–67, Nikolsburger Straße 1 (Lage)                                        | Kirche am Hohenzollernplatz,                                                                                        | 1930–1933 von Fritz Höger und Ossip Klarwein |      |
| 09011455           | Hohenzollerndamm 202–203 Nassauische Straße 66–67, Nikolsburger Straße 1 (Lage)                                        | Kirche am Hohenzollernplatz,                                                                                        | Altarraum |      |
| 09011455           | Hohenzollerndamm 202–203 Nassauische Straße 66–67, Nikolsburger Straße 1 (Lage)                                        | Kirche am Hohenzollernplatz,                                                                                        | Wohnhaus & Pfarrhaus |      |
| 09011456           | Hohenzollerndamm 208, 208A (Lage)                                                                                      | Abwasserpumpwerk Hohenzollerndamm                                                                                   | Maschinenhaus und Beamtenwohnhaus, 1906 von Hermann Müller |      |
| 09011635           | Hohenzollernplatz (Lage)                                                                                               | U-Bahnhof Hohenzollernplatz                                                                                         | 1909–1913 von Wilhelm Leitgebel |      |
| 09011635           | Hohenzollernplatz (Lage)                                                                                               | U-Bahnhof Hohenzollernplatz                                                                                         | 2 Zugänge |      |
| 09011457           | Holsteinische Straße 41 (Lage)                                                                                         | Mietshaus | 1903–1904 von R. Gocht |      |
| 09011626           | Homburger Straße 40–48 Binger Straße 73 Johannisberger Straße 15A (Lage)                                               | Lindenkirche | Kirche, 1934–1936 von Carl Theodor Brodführer |      |
| 09011626           | Homburger Straße 40–48 Binger Straße 73 Johannisberger Straße 15A (Lage)                                               | Lindenkirche | Gemeindehaus |      |
| 09011465           | Johannisberger Straße 32–34 (Lage)                                                                                     | Gruppenhaus | 1925–1926 von Otto Rudolf Salvisberg |      |
| 09011466           | Johannisberger Straße 35 (Lage)                                                                                        | Landhaus | 1925 von Otto Rudolf Salvisberg |      |
| 09011468           | Koblenzer Straße 3 (Lage)                                                                                              | Adventhaus, Kirche der Siebenten-Tags-Adventisten                                                                   | 1925–1926 von Carl Jacob |      |
| 09011469           | Koblenzer Straße 4–4A (Lage)                                                                                           | Mietshaus | 1957 von Helmut Ollk |      |
| 09011470           | Koblenzer Straße 22–24 (Lage)                                                                                          | 4. Gemeindeschule                                                                                                   | Schulgebäude, 1911 von Otto Herrnring und Philipp Nitze |      |
| 09011470           | Koblenzer Straße 22–24 (Lage)                                                                                          | 4. Gemeindeschule                                                                                                   | 2 Schuppen |      |
| 09011470           | Koblenzer Straße 22–24 (Lage)                                                                                          | 4. Gemeindeschule                                                                                                   | Turnhalle |      |
| 09011473           | Kurfürstendamm 171–172 (Lage)                                                                                          | Mietshaus | 1906–1907 von Josef Breitscher |      |
| 09011474           | Kurfürstendamm 178–179 (Lage)                                                                                          | Bürogebäude | 1951–1952, 1961–1962 von Geber & Risse |      |
| 09011475           | Kurfürstendamm 180 (Lage)                                                                                              | Bürogebäude | 1962–1965 von Rudolf Hirche |      |
| 09011507           | Landauer Straße 11 (Lage)                                                                                              | Mietshaus Bestandteil des Ensembles: Gartenterrassenstadt Rheinisches Viertel                                       | 1910–1911 von Leberecht Thon (Grundriss) und Paul Jatzow (Fassade) |      |
| 09011508           | Landauer Straße 15 (Lage)                                                                                              | Mietshaus Bestandteil des Ensembles: Gartenterrassenstadt Rheinisches Viertel                                       | 1910–1911 von Leberecht Thon (Grundriss) und Paul Jatzow (Fassade) |      |
| 09011509           | Landauer Straße 16 Laubacher Straße 43 (Lage)                                                                          | Mietshaus Bestandteil des Ensembles: Gartenterrassenstadt Rheinisches Viertel                                       | 1911 von Carl Stock (Grundriss) und Paul Jatzow (Fassade) |      |
| 09011476           | Landhausstraße 13 (Lage)                                                                                               | Mietshaus | 1910–1911 von Felix Bergmann |      |
| 09011477           | Lietzenburger Straße 37/39 (Lage)                                                                                      | Gemeindehaus der Kaiser-Wilhelm-Gedächtniskirche                                                                    | 1898–1899 von Reimarus & Hetzel |      |
| 09011478           | Lietzenburger Straße 51 Rankestraße (Lage)                                                                             | Berlinische Lebensversicherungsgesellschaft                                                                         | 1951–1952 von Curt Hans Fritzsche |      |
| 09011479           | Ludwigkirchplatz 3–4 (Lage)                                                                                            | Verwaltungsbau | 1903–1905 von Otto Herrnring |      |
| 09010101           | Ludwigkirchstraße 11 (Lage)                                                                                            | Mietshaus | 1902–1903 von Ferdinand Döbler |      |
| 09011480           | Ludwigkirchplatz 13 Pariser Straße Pfalzburger Straße (Lage)                                                           | Kath. St. Ludwigskirche                                                                                             | 1896–1899 von August Menken |      |
| 09011636           | Mecklenburgische Straße 22 (Lage)                                                                                      | S-Bahnhof Heidelberger Platz                                                                                        | Empfangsgebäude, 1890 von Julius Holverschig |      |
| 09011636           | Mecklenburgische Straße 22 (Lage)                                                                                      | S-Bahnhof Heidelberger Platz                                                                                        | Bahnhofsabgang, 1890 von Julius Holverschig |      |
| 09011636           | Mecklenburgische Straße 22 (Lage)                                                                                      | S-Bahnhof Heidelberger Platz                                                                                        | Schmargendorfer Brücke, um 1930 |      |
| 09011481           | Mecklenburgische Straße 80 Brabanter Straße 10 (Lage)                                                                  | Stadtbad Wilmersdorf                                                                                                | Bad, 1959–1960 vom Hochbauamt Wilmersdorf |      |
| 09011481           | Mecklenburgische Straße 80 Brabanter Straße 10 (Lage)                                                                  | Stadtbad Wilmersdorf                                                                                                | Gebäude mit Umkleiden, Duschen etc. |      |
| 09011482           | Mecklenburgische Straße 92–93 (Lage)                                                                                   | Mietvilla | 1892–1893 von Heinrich Reichardt |      |
| 09011482           | Mecklenburgische Straße 92–93 (Lage)                                                                                   | Mietvilla | Remisen |      |
| 09011483           | Mecklenburgische Straße 94 (Lage)                                                                                      | Wohnhaus | 1892–1893 von Heinrich Reichardt |      |
| 09011484           | Meierottostraße 1 Fasanenstraße 61 (Lage)                                                                              | Mietshaus | 1899 von Hermann Schmidt |      |
| 09011485           | Münstersche Straße 14 (Lage)                                                                                           | Landhaus | 1925–1926 von Wilhelm Haller (siehe auch Gartendenkmal Landhausgarten) |      |
| 09011486           | Münstersche Straße 15–17 Eisenzahnstraße 50 Westfälische Straße (Lage)                                                 | Goethe-Schule (heute: Katharina-Heinroth-Grundschule)                                                               | 1905–1907 von Otto Herrnring |      |
| 09011487           | Nassauische Straße 32 (Lage)                                                                                           | Mietshaus | 1910–1911 von Walter Drexler |      |
| 09011488           | Nassauische Straße 41–44 (Lage)                                                                                        | Mietshaus, Garagenanlage                                                                                            | 1929–1931 von Peter Jürgensen |      |
| 09011488           | Nassauische Straße 41–44 (Lage)                                                                                        | Mietshaus, Garagenanlage                                                                                            | Garagenanlage, 1929–1931 von Peter Jürgensen |      |
| 09011490           | Nikolsburger Platz 5 Nikolsburger Straße 5 (Lage)                                                                      | Cecilien-Lyzeum (heute Cäcilien-Schule und Johann-Peter-Hebel-Schule)                                               | 1909–1910 von Otto Herrnring |      |
| 09011491           | Paretzer Straße 11–12 (Lage)                                                                                           | Sankt-Gertrauden-Krankenhaus                                                                                        | Empfangsgebäude, 1929 von H. Bunning |      |
| 09011491           | Paretzer Straße 11–12 (Lage)                                                                                           | Sankt-Gertrauden-Krankenhaus                                                                                        | Krankenhauskapelle, 1929 von H. Bunning |      |
| 09011491           | Paretzer Straße 11–12 (Lage)                                                                                           | Sankt-Gertrauden-Krankenhaus                                                                                        | Krankenhaustrakt, 1929 von H. Bunning |      |
| 09011492           | Pariser Straße 3 (Lage)                                                                                                | Mietshaus | 1900–1901 von Bernhard Hellwag |      |
| 09011493           | Pariser Straße 61 (Lage)                                                                                               | Mietshaus | 1903–1904 von Gustav Bär |      |
| 09011494           | Pariser Straße 62 (Lage)                                                                                               | Mietshaus | 1900–1901 von Julius Huch |      |
| 09011496           | Paulsborner Straße 86 (Lage)                                                                                           | Evangelisches Gemeindehaus                                                                                          | 1928–1929 von Hans Jessen |      |
| 09011497           | Pfalzburger Straße 18 (Lage)                                                                                           | Katholisches Waisenhaus                                                                                             | 1895 von Engelbert Seibertz, Umbauten 1955–1965 von Margot Zech-Weymann |      |
| 09011497           | Pfalzburger Straße 18 (Lage)                                                                                           | Katholisches Waisenhaus                                                                                             | Anbau auf dem Hof |      |
| 09011498           | Pfalzburger Straße 29 (Lage)                                                                                           | Mietshaus | 1897–1898 von P. Hanuschke |      |
| 09011638           | Pommersche Straße 17–19 Konstanzer Straße 49 (Lage)                                                                    | Wohnblock | 1924–1925 von Hans Jessen |      |
| 09011499           | Prinzregentenstraße 26–29 (Lage)                                                                                       | Bewag-Umspannwerk                                                                                                   | 1926–1929 von Paul Stanke |      |
| 09011500           | Prinzregentenstraße 33–34 (Lage)                                                                                       | 2. Reformrealgymnasium Wilmersdorf (heute Ernst-Habermann-Grundschule)                                              | 1913–1914 von Otto Herrnring |      |
| 09096178 (11/2021) | Rüdesheimer Platz Rüdesheimer Straße (Lage)                                                                            | Bedürfnisanstalt Bestandteil des Ensembles: Gartenterrassenstadt Rheinisches Viertel                                | um 1895 (siehe auch Gartendenkmal Rüdesheimer Platz) |      |
| 09011501           | Rüdesheimer Platz 1 Ahrweilerstraße (Lage)                                                                             | Mietshaus Bestandteil des Ensembles: Gartenterrassenstadt Rheinisches Viertel                                       | 1912 von Paul Jatzow |      |
| 09011502           | Rüdesheimer Platz 2 (Lage)                                                                                             | Mietshaus Bestandteil des Ensembles: Gartenterrassenstadt Rheinisches Viertel                                       | 1912 von Heinrich Keufen (Grundriss) und Paul Jatzow (Fassade) |      |
| 09011503           | Rüdesheimer Platz 7 Rüdesheimer Straße 9 (Lage)                                                                        | Mietshaus Bestandteil des Ensembles: Gartenterrassenstadt Rheinisches Viertel                                       | 1912–1913 von Carl Stock (Grundriss) und Paul Jatzow (Fassade) |      |
| 09011504           | Rüdesheimer Platz 8 (Lage)                                                                                             | Mietshaus Bestandteil des Ensembles: Gartenterrassenstadt Rheinisches Viertel                                       | 1912 von Wilhelm Lück (Grundriß) und Paul Jatzow (Fassade) |      |
| 09011505           | Rüdesheimer Platz 11 Ahrweilerstraße (Lage)                                                                            | Mietshaus Bestandteil des Ensembles: Gartenterrassenstadt Rheinisches Viertel                                       | 1912 von Waldemar Peschko (Grundriß) und Paul Jatzow (Fassade) |      |
| 09011637           | Rüdesheimer Straße Rüdesheimer Platz (Lage)                                                                            | U-Bahnhof Rüdesheimer Platz                                                                                         | 1911–1913 von Wilhelm Leitgebel |      |
| 09011637           | Rüdesheimer Straße Rüdesheimer Platz (Lage)                                                                            | U-Bahnhof Rüdesheimer Platz                                                                                         | 2 Eingänge |      |
| 09011510           | Rüdesheimer Straße 2 Gerolsteiner Straße 12–12A, Homburger Straße 25 (Lage)                                            | Mietshaus Bestandteil des Ensembles: Gartenterrassenstadt Rheinisches Viertel                                       | 1914 von Heinrich Langer und Adolf Goldstrom (Grundriß) und Paul Jatzow (Fassade) |      |
| 09011511           | Rüdesheimer Straße 42, 50 Johannisberger Straße 38 (Lage)                                                              | Verband deutscher Chemiker                                                                                          | 1939–1940 von Fritz August Breuhaus de Groot (siehe auch Gartendenkmal Rüdesheimer Straße 42, 50) |      |
| 09011512           | Rüdesheimer Straße 54/56 Binger Straße 50 Breitenbachplatz 2 (Lage)                                                    | Reichsknappschaftshaus (heute FU Zentralinstitut für Lateinamerika)                                                 | 1929–1930 von Max Taut und Franz Hoffmann |      |
| 09011513           | Rudolf-Mosse-Straße 9/11 Sodener Straße (Lage)                                                                         | Waisenhaus Mosse-Stift                                                                                              | 1893–1895 von Gustav Ebe |      |
| 09011471           | Ruhrstraße 12A (Lage)                                                                                                  | Villa Bab | 1923–1924 von Harry Rosenthal |      |
| 09010224           | Sächsische Straße 28 Pommersche Straße (Lage)                                                                          | ehem. NS-Volkswohlfahrt, Gauamtsleitung Berlin, Landesversorgungsamt & Haus der Kriegsopferversorgung               | 1937–1938 von Hugo Constantin Bartels |      |
| 09011516           | Schaperstraße 23 Fasanenplatz (Lage)                                                                                   | Lehrerhaus des ehem. Joachimsthalschen Gymnasiums                                                                   | 1878–1880 von Friedrich Kleinwächter |      |
| 09011517           | Schaperstraße 24 Meierottostraße 12 (Lage)                                                                             | Theater der Freien Volksbühne (Haus der Berliner Festspiele)                                                        | 1960–1963 von Fritz Bornemann |      |
| 09011517           | Schaperstraße 24 Meierottostraße 12 (Lage)                                                                             | Theater der Freien Volksbühne (Haus der Berliner Festspiele)                                                        | Empfangsgebäude |      |
| 09097848           | Schlangenbader Straße 11–45 Dillenburger Straße 54, 56A–C Rudolf-Mosse-Straße 2 Wiesbadener Straße 50A–E, 59A–E (Lage) | Autobahnüberbauung Schlangenbader Straße, Wohnanlage                                                                | Wohnzeile über der Autobahn, 1973–1980 von Georg Heinrichs mit Wolf Bertelsmann, Gerhard und Klaus Detlev Krebs (siehe auch Gartendenkmal Außenanlage) |      |
| 09097848           | Schlangenbader Straße 11–45 Dillenburger Straße 54, 56A–C Rudolf-Mosse-Straße 2 Wiesbadener Straße 50A–E, 59A–E (Lage) | Autobahnüberbauung Schlangenbader Straße, Wohnanlage                                                                | 6 Wohnzeilen |      |
| 09097848           | Schlangenbader Straße 11–45 Dillenburger Straße 54, 56A–C Rudolf-Mosse-Straße 2 Wiesbadener Straße 50A–E, 59A–E (Lage) | Autobahnüberbauung Schlangenbader Straße, Wohnanlage                                                                | Autobahntunnel |      |
| 09097848           | Schlangenbader Straße 11–45 Dillenburger Straße 54, 56A–C Rudolf-Mosse-Straße 2 Wiesbadener Straße 50A–E, 59A–E (Lage) | Autobahnüberbauung Schlangenbader Straße, Wohnanlage                                                                | Parkhaus |      |
| 09097848           | Schlangenbader Straße 11–45 Dillenburger Straße 54, 56A–C Rudolf-Mosse-Straße 2 Wiesbadener Straße 50A–E, 59A–E (Lage) | Autobahnüberbauung Schlangenbader Straße, Wohnanlage                                                                | Einkaufszentrum |      |
| 09097848           | Schlangenbader Straße 11–45 Dillenburger Straße 54, 56A–C Rudolf-Mosse-Straße 2 Wiesbadener Straße 50A–E, 59A–E (Lage) | Autobahnüberbauung Schlangenbader Straße, Wohnanlage                                                                | Überquerung Wiesbadener Straße |      |
| 09011515           | Sodener Straße 24/40 Rudolf-Mosse-Straße 3/7 Wiesbadener Straße 51 (Lage)                                              | Mietshausblock | 1928 von Eduard Jobst Siedler |      |
| 09011518           | Spessartstraße 10A–C (Lage)                                                                                            | Mietshaus Bestandteil des Ensembles: Gartenterrassenstadt Rheinisches Viertel                                       | 1913–1914 von Max Schüler (Grundriß) und Paul Jatzow (Fassade) |      |
| 09011519           | Spessartstraße 11–12 (Lage)                                                                                            | Mietshaus Bestandteil des Ensembles: Gartenterrassenstadt Rheinisches Viertel                                       | 1914 von Otto Völker (Grundriß) und Paul Jatzow (Fassade) |      |
| 09011520           | Spichernstraße (Lage)                                                                                                  | U-Bahnhof Spichernstraße (nur Linie U3)                                                                             | 1957–1959 von der Bauabteilung der BVG |      |
| 09011520           | Spichernstraße (Lage)                                                                                                  | U-Bahnhof Spichernstraße (nur Linie U3)                                                                             | 6 Eingänge |      |
| 09011521           | Tübinger Straße 1 Durlacher Straße 29 (Lage)                                                                           | Mietshaus | 1903–1905 von Agathon Reimann |      |
| 09011522           | Tübinger Straße 6 (Lage)                                                                                               | Mietshaus | 1904–1905 von Otto Fritzsche |      |
| 09011523           | Tübinger Straße 7 (Lage)                                                                                               | Mietshaus | 1904–1905 von Otto Fritzsche |      |
| 09011524           | Uhlandstraße 85 Pfalzburger Straße 42 (Lage)                                                                           | Postamt 31 | 1907–1908 von Hermann Struve |      |
| 09011524           | Uhlandstraße 85 Pfalzburger Straße 42 (Lage)                                                                           | Postamt 31 | Postverladung |      |
| 09011524           | Uhlandstraße 85 Pfalzburger Straße 42 (Lage)                                                                           | Postamt 31 | Verwaltungsgebäude, 1912–1913 von Hermann Struve, Aufstockung 1927–1928 von Willy Hoffmann |      |
| 09011525           | Uhlandstraße 152 (Lage)                                                                                                | Mietshaus | 1903 von Ferdinand Döbler |      |
| 09011526           | Uhlandstraße 162 (Lage)                                                                                                | Mietshaus | 1898–1900 von August Supke |      |
| 09011527           | Waghäuseler Straße 11–12 Babelsberger Straße 14–16 (Lage)                                                              | ehem. Tiefbau-Berufsgenossenschaft                                                                                  | 1898, 1911, 1920–1923 von Becker & Schlüter |      |
| 09011527           | Waghäuseler Straße 11–12 Babelsberger Straße 14–16 (Lage)                                                              | ehem. Tiefbau-Berufsgenossenschaft                                                                                  | Wohnhaus |      |
| 09011528           | Wallenbergstraße 13 Ermslebener Weg 9–11 Kahlstraße 2 (Lage)                                                           | Gagfah-Verwaltungsgebäude                                                                                           | 1938–1939 von Jürgen Bachmann |      |
| 09011529           | Weimarische Straße 21–24 Mainzer Straße 21 (Lage)                                                                      | 4. Höhere Mädchenschule Wilmersdorf (heute Marie-Curie-Oberschule)                                                  | 1913–1916 von Otto Herrnring |      |
| 09011530           | Westfälische Straße 1–5 Brandenburgische Straße 59 (Lage)                                                              | Deutsche Arbeitsfront, Versicherungsring                                                                            | 1936–1938 von Herbert Richter |      |
| 09011534           | Westfälische Straße 89A–91 Ruhrstraße 2–3 (Lage)                                                                       | Reichsversicherungsanstalt für Angestellte                                                                          | 1921 von Georg Reuter |      |
| 09011534           | Westfälische Straße 89A–91 Ruhrstraße 2–3 (Lage)                                                                       | Reichsversicherungsanstalt für Angestellte                                                                          | Erweiterungsbau, 1929–1930 von Josef Braun und Alfred Gunzenhauser, Erweiterung 1935 |      |
| 09011535           | Wiesbadener Straße 16 Südwestkorso (Lage)                                                                              | Mietshaus Bestandteil des Ensembles: Gartenterrassenstadt Rheinisches Viertel                                       | 1911 von Paul Sagert |      |
| 09011536           | Wiesbadener Straße 64 Johannisberger Straße 46–47 (Lage)                                                               | Landhaus | 1924 von Friedrich Schalhorn |      |
| 09010102 (09/2020) | Wilhelmsaue 17 (Lage)                                                                                                  | Falkenstein’scher Milchhof                                                                                          | Wohnhaus mit Tordurchfahrt, um 1880 |      |
| 09011537           | Wilhelmsaue 111A (Lage)                                                                                                | Mietshaus | 1896–1897, 1899 von Walter Eichelkraut |      |
| 09010152           | Wilhelmsaue 112 (Lage)                                                                                                 | Erste Kirche Christi, Wissenschafter, Berlin                                                                        | Gemeindehaus, 1936–1937 und 1956–1957, von Otto Bartning |      |
| 09010152           | Wilhelmsaue 112 (Lage)                                                                                                 | Erste Kirche Christi, Wissenschafter, Berlin                                                                        | Kirche |      |
| 09011538           | Wilhelmsaue 119 (Lage)                                                                                                 | Auenkirche mit Pfarrhaus                                                                                            | Kirche, 1895–1897 von Max Spitta |      |
| 09011538           | Wilhelmsaue 119 (Lage)                                                                                                 | Auenkirche mit Pfarrhaus                                                                                            | Pfarrhaus, 1895–1897 von Max Spitta |      |
| 09011539           | Wilhelmsaue 120 (Lage)                                                                                                 | Landhaus | 1890–1891 von Wilhelm Balk |      |
| 09011540           | Wilhelmsaue 126 (Lage)                                                                                                 | Schoeler-Schlösschen                                                                                                | 1753, 1765–1766, 1934–1935 Umbau von Walter Bettenstaedt |      |
| 09011540           | Wilhelmsaue 126 (Lage)                                                                                                 | Schoeler-Schlösschen                                                                                                | Vorgarten und Schoelerpark |      |
| 09011542           | Württembergische Straße 6 Pommersche Straße 22–24 (Lage)                                                               | Verwaltungsgebäude der Senatsverwaltung für Bau- und Wohnungswesen                                                  | Büroflügel, 1954–1956 von Werry Roth, Richard von Schubert, |      |
| 09011542           | Württembergische Straße 6 Pommersche Straße 22–24 (Lage)                                                               | Verwaltungsgebäude der Senatsverwaltung für Bau- und Wohnungswesen                                                  | Hochhaus |      |
| 09011542           | Württembergische Straße 6 Pommersche Straße 22–24 (Lage)                                                               | Verwaltungsgebäude der Senatsverwaltung für Bau- und Wohnungswesen                                                  | Mosaik von Hermann Kirchberger |      |
| 09011541           | Württembergische Straße 11–14 Pommersche Straße 7–9 Wittelsbacherstraße 33–35 (Lage)                                   | Wohnblock Bestandteil des Ensembles: Wohnanlage Württembergische Straße                                             | 1926 von Paul Zimmerreimer |      |
| 09011543           | Xantener Straße 5 (Lage)                                                                                               | Mietshaus Bestandteil des Ensembles: Xantener Straße 5–7                                                            | 1906 von der Berliner Baugewerksgenossenschaft GmbH |      |
| 09011544           | Xantener Straße 10 (Lage)                                                                                              | Mietshaus | 1905–1906 von A. Bering |      |
| 09011545           | Zähringerstraße 1A–2 (Lage)                                                                                            | Mietshaus Bestandteil des Ensembles: Wohnanlage Württembergische Straße                                             | um 1925 |      |
| 09011546           | Zähringerstraße 24–24A (Lage)                                                                                          | Mietshaus | 1926–1927 von Albert Geßner |      |

## Gartendenkmale
| Nr.      | Lage | Offizielle Bezeichnung                                                                | Beschreibung | Bild                  |
| -------- | --- | ------------------------------------------------------------------------------------- | --- | --------------------- |
| 09046109 | Am Volkspark (Lage) | Volkspark Wilmersdorf                                                                 | 1912–1914 von Richard Thieme, Umgestaltungen um 1935, 1945, 1960–1965, 1986–1987                                                  | Volkspark Wilmersdorf |
| 09046109 | Am Volkspark (Lage) | Volkspark Wilmersdorf                                                                 | Sportplätze von der Firma Ludwig Späth                                                                                            |                       |
| 09010222 | Berliner Straße 103 Barstraße (Lage)                                                                                      | Städtischer Friedhof Wilmersdorf                                                      | 1885–1907 von Richard Thieme u. a., Belegungsflächen A, B, D                                                                      | Friedhof Wilmersdorf  |
| 09046111 | Bielefelder Straße 21 (Lage)                                                                                              | Mehrfamilien-Hausgarten                                                               | um 1925 |                       |
| 09046112 | Binger Straße 53 (Lage)                                                                                                   | Landhausgarten                                                                        | ab 1928 von Otto Rudolf Salvisberg (siehe auch Baudenkmal Landhaus Dr. Brunn)                                                     |                       |
| 09046114 | Brienner Straße 11 (Lage)                                                                                                 | Hausgarten                                                                            | um 1925 |                       |
| 09046124 | Heidelberger Platz (Lage)                                                                                                 | Stadtplatz                                                                            | um 1913 von Paul Jatzow (?) und Richard Thieme (?)                                                                                |                       |
| 09046124 | Heidelberger Platz (Lage)                                                                                                 | Stadtplatz                                                                            | Betonlitfaßsäule, wohl 1920er bis 1950er                                                                                          |                       |
| 09046124 | Heidelberger Platz (Lage)                                                                                                 | Stadtplatz                                                                            | Verkehrsinsel mit U-Bahneingang                                                                                                   |                       |
| 09046132 | Kurfürstendamm 173–174 (Lage)                                                                                             | Innenhof                                                                              | um 1908 |                       |
| 09046137 | Münstersche Straße 14 (Lage)                                                                                              | Landhausgarten                                                                        | 1925–1926 von Wilhelm Haller (siehe auch Baudenkmal Landhaus)                                                                     |                       |
| 09030001 | Nürnberger Platz (Lage)                                                                                                   | Stadtplatz                                                                            | 1959–1960 von Eberhard Fink |                       |
| 09046138 | Rüdesheimer Platz (Lage)                                                                                                  | Rüdesheimer Platz Bestandteil des Ensembles: Gartenterrassenstadt Rheinisches Viertel | 1912–1913 von Richard Thieme (?), Umgestaltungen 1950, 1970–1971, 1978 von Eberhard Fink (siehe auch Baudenkmal Bedürfnisanstalt) |                       |
| 09046139 | Rüdesheimer Straße 42, 50 (Lage)                                                                                          | Garten an einem Verwaltungsgebäude                                                    | 1939–1940 von Georg Béla Pniower (?) und Firma Ludwig Späth (siehe auch Baudenkmal Verband Deutscher Chemiker)                    |                       |
| 09097849 | Schlangenbader Straße 11–45 Dillenburger Straße 54, 56 A–C Rudolf-Mosse-Straße 2 Wiesbadener Straße 50 A–E, 59 A–E (Lage) | Außenanlagen Autobahnüberbauung Schlangenbader Straße                                 | 1979–1781 von Paul-Heinz Gischow und Walter Rossow (siehe auch Baudenkmal Autobahnüberbauung Schlangenbader Straße)               |                       |
| 09097849 | Schlangenbader Straße 11–45 Dillenburger Straße 54, 56 A–C Rudolf-Mosse-Straße 2 Wiesbadener Straße 50 A–E, 59 A–E (Lage) | Außenanlagen Autobahnüberbauung Schlangenbader Straße                                 | Laubentor-Enviroment, 1980 von Haus-Rucker-Co                                                                                     |                       |
| 09097849 | Schlangenbader Straße 11–45 Dillenburger Straße 54, 56 A–C Rudolf-Mosse-Straße 2 Wiesbadener Straße 50 A–E, 59 A–E (Lage) | Außenanlagen Autobahnüberbauung Schlangenbader Straße                                 | Skulpturen „Frühling“ und „Sommer“, 1979–1980 von Georg Seibert                                                                   |                       |
| 09046141 | Uhlandstraße 161 (Lage)                                                                                                   | Innenhof                                                                              | um 1899 |                       |
| 09046146 | Weimarische Straße 5 (Lage)                                                                                               | Innenhof                                                                              | 1912, 1994 wiederhergestellt |                       |